# Біла Церква
Бі́ла Це́рква (МФА: [ˈbʲiɫɐ ˈt͡sɛrkʋɐ] ( прослухати)) — місто в Центрі України, значний економічний, культурний та освітній центр Київщини, розташований за 80 км на південь від Києва на річці Рось. Найбільше місто Київської області. Вперше згадується в Іпатіївському літописі 1115 року як Юр'їв у центральній частині Поросся. Через нього проходили торговельні шляхи на Київ, Вінницю, в арабські країни, Індію, Угорщину.
Дендропарк «Олександрія» — видатна пам'ятка садово-паркового мистецтва України, розташована в місті Біла Церква на лівому березі річки Рось. Його площа становить 297 га. Заснований наприкінці XVIII століття, як заміська резиденція польських графів Браницьких. Автором генерального проєкту парку став відомий французький архітектор-паркобудівник Мюффо. Пізніше в парку працювали відомі майстри садово-паркового мистецтва Д. Ботані, А. Єнц, А. Станге, Р. Чех та інші. На території парку поєднуються природні пейзажі з численними архітектурними спорудами — альтанками, павільйонами, колонадами, містками, фонтанами з романтичними назвами (водоспад Руїни, Турецький будиночок, Китайський місток, Колона смутку, колонада «Луна» та інші). У колекції заповідного парку зібрано понад 2130 видів рослин.

## Топоніміка
Щодо походження назви міста існує кілька версій. Білу Церкву збудував як фортецю у 1032 році великий князь Київський Ярослав Мудрий. Фортецю назвали християнським іменем князя — Юр'їв. У 1050 році він спорудив на Замковій горі єпископську церкву. Поставлена високо на горі, церква стала помітною прикметою поселення.
Місто будували як фортецю Київської Русі проти кочівників (половців, печенігів тощо). Також навколишні мешканці називали церкву білою, а коли татари знищили Юр'їв (Юр'єв), то нове місто, яке відбудовувалося на згарищах, дістало назву Біла Церква.

## Географія

### Розташування і фізична географія
Місто розташоване на південному заході Київської області, займає вигідне географічне положення: поруч із ним проходить автомагістраль E95 (Санкт-Петербург — Київ — Одеса).
Відстань до столиці України — міста Київ становить 84 км, до міжнародного аеропорту «Бориспіль» — 120 км.
Близькість до Києва, зручне транспортне сполучення, розвинута соціально-економічна інфраструктура в поєднанні з природними умовами надають місту значної інвестиційної та туристичної привабливості.
У геологічному відношенні територія міста розміщена на Українському кристалічному щиті (УКЩ). У зональному відношенні це перехідна зона від лісу до степу — лісостеп.
У Білій Церкві знаходяться джерела радонових вод.
Головною водоймою є річка Рось, яка 16 км тече здебільшого південною частиною міста, відокремлюючи центральні райони від Заріччя (сучасні Заріччя та житлові масиви Піщаний і Таращанський). Протока тече Білою Церквою 9,6 км і впадає в Рось. А в урочищі Сухий Яр є Сухоярський струмок довжиною 9,6 км. Через Рось у межах міста прокладені 4 мости: 2 пішохідні (Дерев'яний міст та Зарічанська гребля) та 2 автомобільних. Річку Протоку перетинає значна кількість маленьких містків різноманітної конструкції.
У місті чимало невеликих скверів та парків, що розташовані в історичному центрі. Важливу роль у культурному житті Білої Церкви відіграє здавна відомий міський парк культури і відпочинку імені Тараса Шевченка. Також у центрі міста розміщений парк Слави.

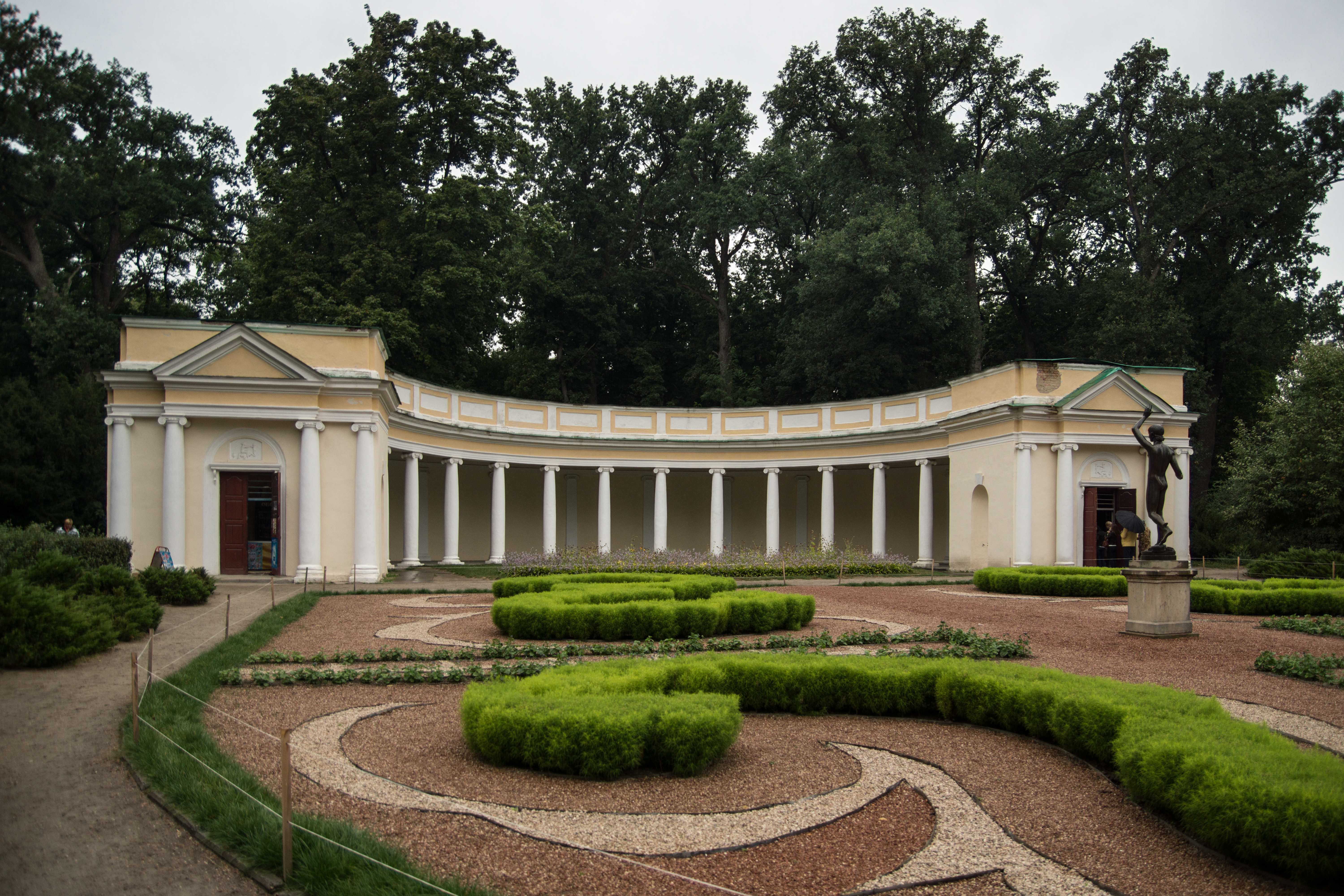
Державний дендрологічний парк «Олександрія» — унікальна пам'ятка садово — паркового мистецтва кінця XVIII — початку XIX століть

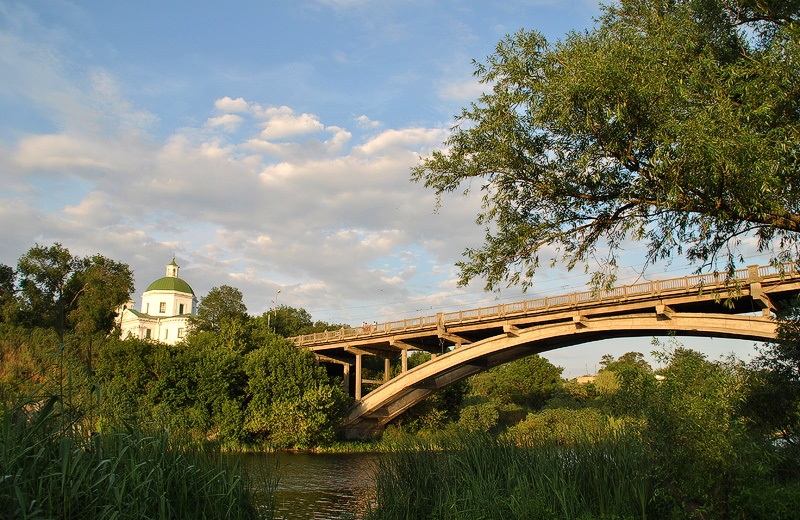
Рось в історичній частині міста із видом на Костел святого Івана Хрестителя

На північно-західній околиці міста розташований державний дендрологічний парк «Олександрія». Це найбільший архітектурно оформлений ландшафтний парк в Україні. Дендропарк розташований на площі 297 га на березі річки Рось. Площа декоративних водойм парку (ставки і Рось) становить 21 га. Загальна довжина алей і доріжок становить понад 20 км. Парк є зразком пейзажної паркової композиції, основу якої складають рослини, архітектурні споруди, скульптури, водна гладь річки Рось та ставків.
Уздовж вулиці Клінічна розташований парк «Будівельників». На його території тривалий час існувало військове кладовище, яке згодом було перепоховано. Робітники домобудівельного комбінату заклали парк, у якому збудували міську льодову ковзанку та дитячі майданчики. Починаючи з 12 липня 2000 року, споруджується храм Святих апостолів Петра і Павла.
У місті є три бульвари: Олександрійський, Михайла Грушевського та Княгині Ольги.

### Клімат
Клімат є помірно-континентальним, теплим, із достатнім зволоженням. Зима м'яка; середня температура січня −6 °C. Літо тепле; середня температура липня від 18 до 20 °C. Опадів близько 600 мм на рік. Середньорічна кількість опадів — 500—600 мм, коефіцієнт зволоження 1,3. Середньорічна температура +6,9 °C. Середня тривалість безморозного (вегетаційного) періоду 160—170 днів. Переважають вітри західних і південно-західних напрямків.
| Клімат Білої Церкви            | Клімат Білої Церкви | Клімат Білої Церкви | Клімат Білої Церкви | Клімат Білої Церкви | Клімат Білої Церкви | Клімат Білої Церкви | Клімат Білої Церкви | Клімат Білої Церкви | Клімат Білої Церкви | Клімат Білої Церкви | Клімат Білої Церкви | Клімат Білої Церкви | Клімат Білої Церкви |
| Показник                       | Січ.                | Лют.                | Бер.                | Квіт.               | Трав.               | Черв.               | Лип.                | Серп.               | Вер.                | Жовт.               | Лист.               | Груд.               | Рік                 |
| Абсолютний максимум, °C        | 7,3                 |                     |                     |                     |                     |                     | 35,4                | 39,1                |                     |                     |                     |                     |                     |
| Середній максимум, °C          | −3                  | −1                  | 4                   | 13                  | 20                  | 23                  | 24                  | 24                  | 21                  | 12                  | 4                   | 0                   | 14                  |
| Середня температура, °C        | 0,5                 | 1,0                 | 4,1                 | 10,2                | 15,6                | 20,3                | 22,8                | 22,3                | 17,9                | 11,9                | 7,4                 | 3,5                 | 11,5                |
| Середній мінімум, °C           | −8                  | −7                  | −2                  | 4                   | 9                   | 13                  | 14                  | 13                  | 9                   | 4                   | −1                  | −5                  | 9                   |
| Абсолютний мінімум, °C         | −21,2               | −28,5               |                     |                     |                     |                     | 20,4                | 12,6                |                     |                     |                     |                     |                     |
| Норма опадів, мм               | 48                  | 46                  | 39                  | 49                  | 53                  | 73                  | 88                  | 69                  | 47                  | 35                  | 51                  | 52                  | 650                 |
| ------------------------------ | ------------------- | ------------------- | ------------------- | ------------------- | ------------------- | ------------------- | ------------------- | ------------------- | ------------------- | ------------------- | ------------------- | ------------------- | ------------------- |
| Джерело: Погода і клімат(укр.) |                     |                     |                     |                     |                     |                     |                     |                     |                     |                     |                     |                     |                     |

## Історія

### Київська Русь
Місто засноване 1032 року київським князем Ярославом Мудрим. На час заснування називалося Юр'їв (Юр'єв, Гюргев) згідно з християнським іменем Ярослава Мудрого — Юрій (Георгій).
Початок ХІ століття позначився безнастанними набігами печенігів на південні окраїни Київської держави. Унаслідок цього кордони Русі відсунули на північ — до берегів Стугни. В 1017 році Ярослав Мудрий завдав поразки печенігам і відтіснив їх на південь. Для зміцнення південних рубежів держави вздовж Росі у 1032 році розпочали будівництво оборонної лінії — системи сторожових фортець, сполучених між собою величезними насипами та ровами.
Саме у 1032 році з'явились Корсунь, Богуслав, Стеблів, Володарка (літописний Володарев) та інші населені пункти Поросся. І саме того року на скелястому лівому березі Росі з'явився військово-феодальний замок, що дістав назву Юр'їв (на честь християнського імені Ярослава Мудрого — Юрій). Замок згодом «обріс» містечком, яке наприкінці XI століття стало кафедральним центром Пороської єпархії.
Серцем міста була гора з розміщеним на ній дитинцем (замком). Також на горі стояв білокам'яний собор — обов'язковий атрибут єпархіального центру.
Юр'їв жив у постійній напрузі. Набіги печенігів змінились натиском половців, а згодом — монголо-татар. Місто було кочівникам «як кістка у горлі», постійно заважаючи їхнім походам на північ. Не раз його руйнували вщент. Востаннє Юр'їв лежав у руїнах у ХІІІ столітті. Занепав для того, щоб відродитися з новою назвою — Біла Церква.
Спалений кочівниками Юр'їв залишив по собі лише високий напівзруйнований єпископський собор. Ця споруда, збудована з білого каменю, довгий час служила переселенцям орієнтиром серед густих і диких лісів, що вкривали у той час долину Росі. Саме тому місце, де стояв собор, а згодом і місто, що постало з руїн князівського Юр'єва на скелястому березі, дістало назву Біла Церква.
Собор, якому місто завдячує своєю назвою, зник у вирі історичних подій: невідомо, хто й коли його зруйнував. Під час археологічних розкопок, проведених вже у XX столітті, на Замковій горі знайдено залишки цієї споруди.

### Велике князівство Литовське (ВКЛ) та Річ Посполита

#### Білоцерківський замок
У 1362 році Білу Церкву разом із Київським князівством приєднали до Литви, а після Люблінської унії (1569 року) містечко увійшло до складу Речі Посполитої. Біла Церква стала центром староства (адміністративна одиниця в Польщі) та набула значення найважливішого стратегічного пункту на півдні держави. У 1589 році польський король Сигізмунд ІІІ Ваза затвердив привілеї міста на сеймі у Варшаві, надавши Білій Церкві та його жителям Магдебурзьке право.
У середині XVI століття для захисту держави від татар у Білій Церкві побудували замок, у якому перебував постійний польський гарнізон, що налічував до 2 тисяч солдат і офіцерів. Гора, на якій колись стояв замок, називається Замковою горою. Перший замок у Білі Церкві збудував 1550 року київський воєвода князь Семен (Фридерик) Пронський, позаяк місто лежало на Чорному шляху, яким ішли татари, і його належало обороняти. Саме місто також укріпили палісадом. У 1570 році замок майже знищили. Князь Костянтин-Василь Острозький зміцнив та перебудував замок.
Кінець XVI століття вперше зробив Білу Церкву відомим містом на всю Річ Посполиту. Цьому посприяло Білоцерківське повстання міщан, розгніваних скасуванням старостою Янушем Острозьким Магдебурзького права у місті. У 1589 році вони захопили замок зі зброєю та боєприпасами і майже рік утримували місто в своїх руках.

Пам'ятник повстанцям Косинського на Замковій горі

Незабаром, у 1591 році саме захопленням білоцерківського замку почалося селянсько-козацьке повстання, яке започаткувало період постійних війн між Україною та Польщею. На чолі повстання став Христофор (Криштоф) Косинський, який на деякий час обрав місто за свою резиденцію.
У 1616 році в містечку налічувалось 300 домогосподарств міщан і 300 дворів козацьких.

#### Походи Гетьманщини

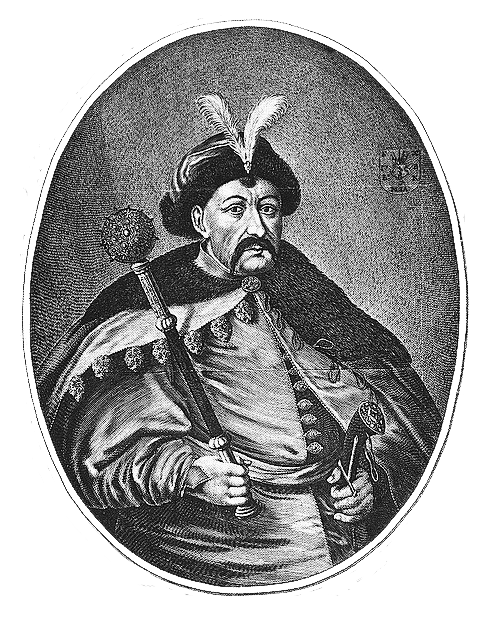

1651 році Богдан Хмельницький підписав Білоцерківський мирний договір із польським урядом після невдалої для селянсько-козацьких військ Берестецької битви.

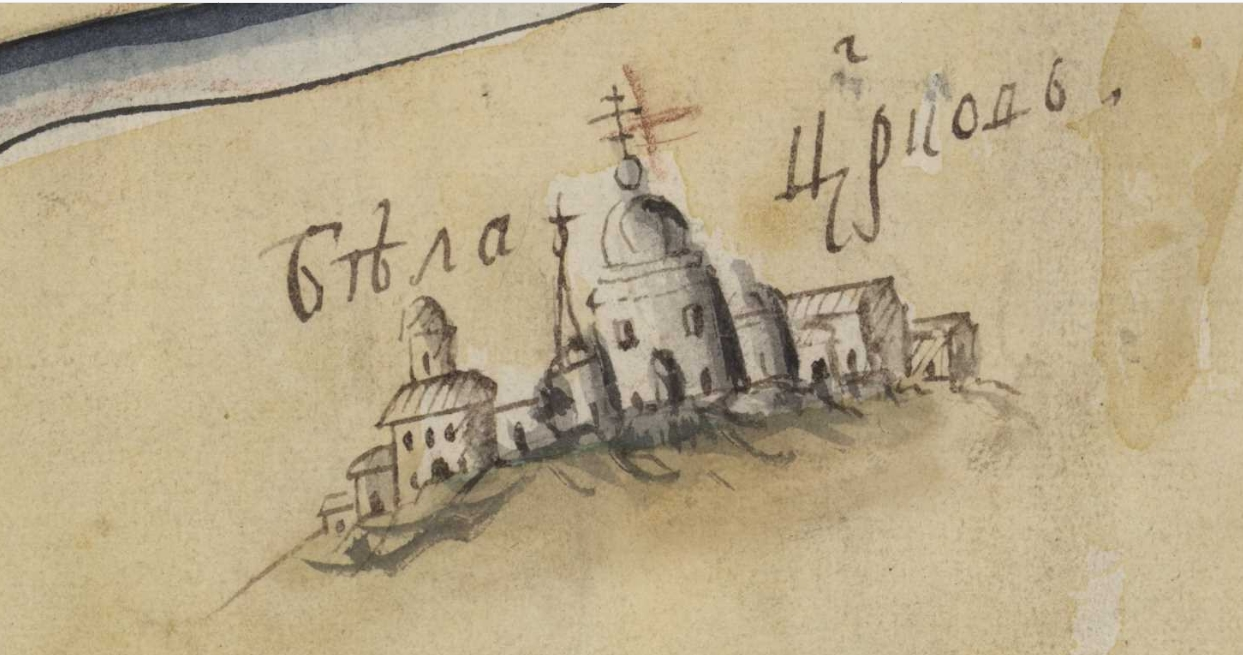
Біла Церква на карті XVIII століття

У часи Визвольної війни 1648—1657 років Біла Церква, яка була на той час досить значним містом — центром староства та полку і мала понад 1000 дворів, стала одним із найважливіших опорних пунктів козацького війська. Тривалий час Богдан Хмельницький з основними своїми силами перебував у Білоцерківському замку, розсилаючи звідси по всій Україні заклики до боротьби. 18 (28) вересня 1651 року тут було укладено угоду між польсько-шляхетським урядом і гетьманом Богданом Хмельницьким, яку названо Білоцерківський договір.
У 1663 році під час битви між польським військом і загонами Івана Сірка замок у Білій Церкві майже зруйнували. Але вже наступного року його відбудували знову, укріпивши за найсучаснішими правилами фортифікаційної техніки — він став практично неприступним. Його не змогли взяти ні війська Івана Брюховецького в 1665 році, ні Петра Дорошенка у 1667, 1669 та 1672 роках.
У 1665 році калмицька кіннота на службі у Гетьманщини під Білою Церквою розгромила польську армію.
З 1660 року Біла Церква поперемінно належала то Московському царству, то Речі Посполитій, деякий час Поросся навіть було нейтральною територією. У 1667 році комендант Ян Стахурський збудував у Білій Церкві костьол та монастир Св. Георгія.

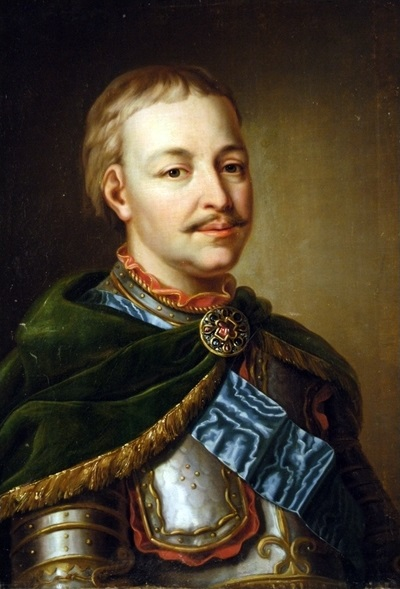
З 1704—1709 рр. Біла Церква була резиденцією Українського гетьмана Івана Мазепи

Початок XVIII століття в Україні позначився великим повстанням козаків під проводом білоцерківського та фастівського полковника Семена Палія проти Польщі. Семен Палій у 1702 році з 10-тисячним загоном взяв у облогу Білу Церкву. Після декількох невдалих штурмів полковник вдався до хитрощів — взявши у полон коменданта, він примусив замок капітулювати. Місто стало центром повстання, до нього потяглися знедолені селяни з усіх усюд. Населення Білої Церкви на той час сягнуло 70 тисяч, замок постійно укріплювався. У 1703 році полякам вдалося приборкати повстання, і того ж року Правобережжя окупували російські війська. Палія було заарештовано й вислано до Сибіру (далеко не останню роль відіграв у цьому гетьман Іван Мазепа).
Іван Мазепа народився поряд із Білою Церквою в родовому помісті — селі Мазепинці — і вважав цей край своєю батьківщиною. У 1703 році він оселився у замку й надумав зробити місто своєю власністю. У Білоцерківському замку гетьман почував себе у цілковитій безпеці. Саме тут пройшла значна частина його життя — тут він нажив левову частку своїх капіталів і став одним із найбагатших феодалів у Європі, тут скарав Кочубея та Іскру. За деякими джерелами у Білоцерківському замку було знайдено скарбницю гетьмана.
Іван Мазепа скеровував значну частину прибутків від своїх 20 тисяч маєтків на будівництво культових споруд. По всій Україні звів він цілу низку пишних чудових церков у стилі українського бароко (козацьке). У 1706 році зведення великої кам'яної церкви почав Мазепа на батьківщині — у Білій Церкві. Криваві події 1708 року та подальша передача міста Польщі так і залишили цю споруду недобудованою. До наших днів дожила лише частина тієї церкви, що має назву Микільська.
У березні 1711 року почалась облога Білої Церкви армією гетьмана Пилипа Орлика, під час його походу на Правобережжя проти російської влади. Місто було добре укріплено, у ньому перебував російський гарнізон. Фортеця була добре забезпечена всім потрібним для тримання облоги, тому армії Орлика не вдалося її зайняти. Ця невдача та, як наслідок, зрада татар, призвела до краху всієї військової операції гетьмана.
У 1711—1712 роках за наказом російської влади більшу частину козаків та цивільних мешканців міста було силою переселено на територію між Ірпенем та Дніпром під час згону населення Правобережної України на Лівобережну.
1743 року староста Станіслав-Ян Яблоновський збудував у Білій Церкві костел та монастир єзуїтів.

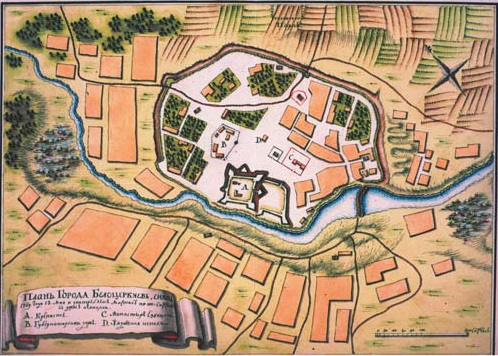
План Білої Церкви у 1769 році

Впродовж XVIII століття Біла Церква найчастіше була свідком народних повстань, вінцем яких стала Коліївщина. Під час повстання місто, у якому перебував гарнізон московської регулярної армії, штурмували козаки Микити Швачки, Андрія Журби та Івана Бондаренка. За придушення Коліївщини великий коронний гетьман Ксаверій Браницький у 1774 році отримав одну з найбагатших у Речі Посполитій королівщин — Білоцерківське староство. Наприкінці 1778 року він вступив у володіння цими маєтками, які відтоді називалися Білоцерківським графством, та збудував тут згодом палац.

### Російська імперія
У 1793 році входило до складу Російської імперії. На тривалі часи (до XX століття) Білоцерківщина стала вотчиною сім'ї Браницьких.
Біла Церква і дендропарк «Олександрія» були дійсним графством із двором, з величезною кількістю людей, котрі харчувалися навколо двору, з великими стайнями породистих коней, з полюваннями, на які з'їжджалася вся аристократія Південно-Західного краю, про це писав про часи Браницьких у Білій Церкві Микола Бердяєв у своєму «Самопізнанні».
Браницькі мали неоднозначний вплив на свою головну резиденцію. Вони зробили Білу Церкву містом, яке втратило будь-яке адміністративне значення для держави. За наказом Катерини ІІ і не без «указки» Браницьких замок було зруйновано, Білоцерківське староство ліквідували, повітовий центр перенесли до Василькова, місто з казенної власності перейшло в особисту.
У 1806 році Браницькі уклали договір із єврейською громадою, якій дали дозвіл на поселення і будівництво у місті. Євреї принесли у Білу Церкву велику торгівлю і ремесло. В 1809—1814 роках Браницький у центрі міста звів торгові ряди на 85 крамниць — одна із рідкісних в Україні будов у стилі ампір, чим стимулював подальше розселення євреїв у Білій Церкві та зумовив докорінну зміну етнічного складу міського населення.
Під час французько-російської війни тут було сформовано 2-й козацький полк.
18 лютого 1830 р. в м. Біла Церква була створена постійна поштова експедиція і призначено спеціального поштового чиновника..
На початку ХХ століття Біла Церква, маючи статус волосного містечка (найбільшого містечка Російської імперії), значно випереджає повітовий Васильків як за чисельністю населення, так і за загальним розвитком. Приміром, 1900 року у Василькові мешкає лише 18 582 особи, а в Білій Церкві 47 771 особа, а 1913 року — 17 228 та 54 270 осіб відповідно. Населення Білої Церкви перевищувало не лише майже усі повітові міста, а й ряд губернських міст Російської імперії. Неодноразово поставало питання про перенесення центру повіту до Білої Церкви і відтак, утворення Білоцерківського повіту. Зрештою, 1919 року центр повіту було перенесено до Білої Церкви.
Значне пожвавлення в економічний розвиток міста внесла Фастівсько-Знам'янська залізниця, збудована 1876 року. А вже на початку XX століття Біла Церква стала одним із найрозвиненіших промислових центрів Київської губернії. Тут діяло 5 цегельних заводів, 6 шкіромануфактур, свічковий завод, 2 цукеркові фабрики, 4 миловарні, 2 медоварні, млини, крупорушки, завод сільськогосподарських машин та ін. Щороку проходило 11 великих ярмарків. А за обсягами торгівлі хлібом місто посідало перше місце після Києва.

### Українська революція
Під час Української революції місто неодноразово опинялося в епіцентрі подій.
Зусиллями Євгена Коновальця у серпні — вересні 1918 року в Білій Церкві було засновано Окремий Загін Січових Стрільців.
У листопаді 1918 року в Білій Церкві почалося збройне повстання під керівництвом Симона Петлюри та Володимира Винниченка. Тут відбувалося формування основних сил Директорії. Тут вперше було надруковано повідомлення про відновлення влади незалежної УНР.
Більше місяця місто над Россю було штабом сил повстанців — фактично другою столицею України. Саме звідси вирушило 60-тисячне військо, яке 14 грудня 1918 року взяло Київ, який знаходився під контролем військ гетьмана Скоропадського (переважно етнічних росіян).
Під час Першої радянсько-української війни місто перебувало в радянській окупації, але в ході контрнаступу було звільнене українськими та союзними військами. Більшовицька окупація поновилася після другого радянського вторгнення.
У серпні 1921 року у місті була утворена Козача Рада Правобережної України.

### Радянський період

#### Голодомор 1932—1933 років
Перед Голодомором тут розміщувались нечисленні тоді промислові підприємства, різноманітні кустарні артілі і майстерні, відомі далеко в окрузі торгові центри, зведені ще за кошти графині Браницької, медичні, навчальні, освітні, культурно-масові заклади і владні структури округи та району. Значну частину становило єврейське населення, жили також поруч з українцями поляки, росіяни, нечисленні групи інших національностей. З трьох боків це місто оточували практично повністю українські села Заріччя, Роток та Олександрія (нині це мікрорайони Білої Церкви).
Згортання політики НЕПу призвело до скорочення у місті всіх видів приватного підприємництва. Заготівельна криза 1928 року потягла за собою нове «загвинчування гайок». У першу чергу були реквізовані приватні млини, чим держава взяла під свій повний контроль хлібомольний процес як перший етап хлібопекарства. З того часу кожен мішок змеленого зерна був під наглядом численних державних структур, що через кілька років створило передумови спланованого голоду. У 1930 році в ході нового адміністративно-територіального поділу республіки була ліквідована Білоцерківська округа, яка становила майже третину сучасної Київщини, а значно урізані території увійшли в Білоцерківський район із центром у Білій Церкві. У 1932 році район увійшов у новостворену Київську область. Швидкими темпами йшла у Білій Церкві індустріалізація. У короткий термін стали до ладу нові цехи заводу «Сільмаш», друга електростанція, взуттєва і деревообробна фабрики, завод «Хімпрому», другий за потужністю в СРСР цегельний завод, завод комбікормів і консервний, ковбасна фабрика, підприємство «Трудткач», кар'єри торфу і каменоломні.
У селах же розгорталась колективізація. Головним гаслом VII окружного з'їзду КНС (комітетів незаможних селян) було: «Зробимо Білоцерківщину гігантом-колгоспом до весни 1930 року», проте цього не вийшло. Масова колективізація у прилеглих до Білої Церкви селах проходила під жорстким тиском. Засіяти вдалося лише менш 30% посівних площ. Саме про такий стан на Білоцерківщині доповідав у квітні 1932 року секретар ЦК КП(б)У С. В. Косіор Сталіну (З листа секретаря ЦК КП (б)У С. В. Косіора секретарю ЦК ВКП(б) Й. В. Сталіну про економічне і політичне становище у південній частині степових районів України і продовольчі труднощі. 26 квітня 1932//Под знаменем ленинизма — 1990. — № 8. — С. 66).
Влада почала вилучати хліб силою. Для здійснення хлібопоставок у прилеглі села з Білої Церкви було відряджено 256 комуністів (57 % складу міської організації) та 60 % комсомольців міста. Усі села, що нині є Білою Церквою, за пасивний спротив колективізації і примусовому вилученню у селян хліба заносились на «чорну дошку», що означало жорсткі санкції проти жителів, аж до приречення значної частини мешканців на голодну смерть: с. Заріччя — підтверджується публікаціями в Білоцерківській газеті «Радянська нива» від 08.09.1932 р. та від 14 лютого 1932 р.; с. Роток — «Радянська нива» від 22.09.1932 р. та 14.02.1932 р.; с. Олександрія — «Радянська нива» від 27.08.1932 р., 31.08.1932 р. та 14.02.1932 р. Під час Голодомору 1932—1933 років Білоцерківський район опинився в жахливому становищі: вулиці міста, за спогадами очевидців, були усіяні трупами померлих від голоду.
Особливого розмаху голод і смертність набирають у 1933 році. Встановлено факти вимирання цілих сімей. Того року в місті народилося всього 134 дитини. Дослідниками допускається, що під час голоду Біла Церква в її нинішніх межах втратила близько 4,7—5 тисяч людей або 23,7 % свого населення. Пам'ять жертв Голодомору вшановано хрестом на кладовищі «Зарічанське», який встановили жителі Заріччя, та меморіалом на місці масових поховань при виїзді на київську дорогу, відкритим 16.09.1993 р. (скульптор Мосендз Г. М., архітектор Стукалов О. К.). Опитування свідків Голодомору 1932—1933 років, які пережили його у Білій Церкві, дало змогу встановити прізвища 108 жителів, померлих голодною смертю. Мартиролог жителів м. Біла Церква — жертв Голодомору 1932—1933 років укладено за свідченнями очевидців Дорошкова П. Б.,1926 р. н.; Дупляк М. Т., 1920 р. н.; Ригас-Голяк Ф. С., 1918 р. н., Шутенко Г. П., 1925 р. н.; Рябушея В. П., 1928 р. н.; Поліщука М. Ф., 1928 р. н.; Кузнєцової В. М., 1925 р. н.; Бойко Г. М., 1924 р. н.; Кирилової Н. Д., 1923 р. н.; Лепетинської Т. І., 1927 р. н.; Коломієць В. П., 1925 р. н.; Швидун К. М., 1921 р. н.; Швидун М. М., 1913 р. н., та інших, записаними протягом 1991—2008 років: письменником Володимиром Іванцівим — вміщені у книзі «Голокіст» (К., «Український письменник», 1992); працівниками бібліотек міста, зокрема Ніконенко Т. Д.: Чаюн-Пархомчук Н. В. — працівником Червоного Хреста; працівниками освіти — Щербань Л. О. та ін.; студентами вищих навчальних закладів та учнями шкіл міста.

#### Друга світова війна

Тодішня площа Леніна (нині — Торгова площа) у 1970-х роках. У центрі старий пам'ятник Леніну та вулиця Карла Маркса (нині Леся Курбаса), праворуч — Готель «Київ»

Під час Другої світової війни в районі Білої Церкви тримав оборону 6-й стрілецький корпус, до 10 липня 1941 року виведений із боїв для відпочинку, доукомплектування та формування в район Білої Церкви. Вже 16 липня 1941 року, не закінчивши укомплектування, займаючи позиції по річці Рось західніше Білої Церкви знову вступив у бої, завдаючи контрудар на північний захід у район Попільні — однак під контрударом німецької 9-ї танкової дивізії частини корпусу не тільки не просунулися, а й почали відходити на схід. 17 липня 1941 року веде бої на підступах до Білої Церкви, змушений був залишити місто, яке в цей же день знову було відбито, але до вечора корпус вибитий із Білої Церкви. Декілька разів робив безуспішні контратаки, у той же самий час частини корпусу насилу відбивали танкові атаки між Білою Церквою і Фастовом. 24 липня 1941 року переходить у наступ на Білу Церкву, 25 липня 1941 року під контратакою німецької 11-ї танкової дивізії був змушений відійти до Дніпра на 30 кілометрів від займаних раніше позицій. А 20 серпня 1941 року в Білій Церкві стався перший зареєстрований в історії масовий розстріл дітей. Німецька окупаційна влада здійснювала масові вбивства єврейського населення Білої Церкви.
У листопаді — грудні 1943 р. відбувалися запеклі бої, у яких війська Першого Українського фронту розгромили німецькі військові частини і створили умови для оточення і знищення німецького угруповання в Корсунь-Шевченківській операції 1944 року.

#### Післявоєнні роки
Довгий час Біла Церква була звичайним провінційним містечком, аж доки в 1972 році тут не побудували промисловий гігант «Білоцерківшину». Саме тоді в місті почали рости промислові підприємства — воно перетворилося на значний індустріальний центр, один із найпотужніших вузлів хімічної промисловості України.
У 1970-х роках бурхливо почало зростати населення міста — за два десятиліття воно збільшилось майже на сто тисяч. Після аварії на Чорнобильській АЕС місто прийняло понад 1700 переселенців із зони відчуження. Територія була віднесена до 4-ї зони радіаційного забруднення. Але цю зону було скасовано 28 грудня 2014 року через зміну Верховною Радою України ст. 2 ЗУ «Про правовий режим територій, що зазнали радіоактивного забруднення внаслідок чорнобильської катастрофи»). Зону відмінили по всій країні, а з нею і майже всі пільги.

### У Незалежній Україні

#### Кінець XX— початок XXI століття
Біла Церква — місто з понад 200-тисячним населенням, значний економічний, культурний та освітній центр Київщини. З правого борту долини відкривається панорама міста (виїзд із Білої Церкви у таращанському напрямку): передній план охоплює комплекс дач. Далі простягається один із нових мікрорайонів багатоповерхової забудови — Таращанський масив. Найнижча частина долини Росі зайнята районом приватної забудови. Приватний сектор Білої Церкви зовсім не схожий на сільський — тут немає значних «городніх» просторів. Середні за розмірами, переважно цегляні, будиночки туляться близенько один біля одного й оточені тісними, затишними двориками. Дальній план панорами займає суцільна багатоповерхова забудова, над якою подекуди вистромлюються труби численних підприємств.
На сході міста розкинувся великий промисловий вузол. Крім ПрАТ «Росави» тут розташовані заводи гумотехнічних та азбестотехнічних виробів, механічний, Білоцерківська ТЕЦ та інші підприємства. Більша частина працездатного населення Білої Церкви працює саме тут.
У 2012 році білоцерківці святкували 980-річчя від дня заснування міста.
На виконання Закону України «Про засудження комуністичного та націонал-соціалістичного (нацистського) тоталітарних режимів в Україні та заборону пропаганди їхньої символіки» № 317-УІІІ, який був прийнятий Верховною Радою України 9 квітня 2015 року, зміні назв підлягали топоніми (географічні назви та назви вулиць і підприємств населених пунктів України), що мають комуністичне походження. Рішенням Білоцерківської міської ради від 18 лютого 2016 р. № 81-07-VII перейменовано 66 об'єктів.
Рішеннями, прийнятими на пленарному засіданні позачергової 31-ї сесії  Білоцерківської міської ради VIII скликання від 28 липня 2022  року про перейменування вулиць було перейменовано 84 вулиці – 70 в м. Біла Церква та 14 вулиць у населених пунктах Білоцерківської міської об’єднаної територіальної громади - у селах Глушки, Глибочка, Пилипча, Сидори, Томилівка, Вільна Тарасівка, Шкарівка, Мазепинці та селищі Терезине.

#### Російсько-українська війна
З 24 лютого 2022 року, з початком повномасштабного російського вторгнення в Україну місто регулярно потерпає від російських обстрілів. 28 лютого нанесено авіаудар по гуртожитку. 2 березня російськими військами здійснено ракетний удар поблизу Горбатого мосту. 5 березня російські окупанти завдали авіаудару по Білій Церкві — пошкоджено понад 20 житлових будинків.
З початком вторгнення до Білої Церкви почали прибувати вимушені переселенців з територій де активно велися бойові дії. У червні 2022 року в місті починає створюватися центр допомоги людям з небезпечних територій. Проте, відносна близькість до лінії фронту та ракетні обстріли вимусили переїхати з Білої Церкви до Чернівців підприємство з виробництва пластикових панелей.
5 жовтня 2022 року Білу Церкву росіяни атакували дронами-камікадзе іранського виробницта Shahed-136. Зазнали пошкоджень три будівлі інфраструктури.

## Адміністрація

### Адміністративний поділ
Місто Біла Церква є адміністративним центром Білоцерківського району, а також центром Білоцерківської міської територіальної громади. Територія міста не поділяється на райони. Структурно-планувальні та рекреаційні елементи території Білої Церкви складають Замкова гора, житлові райони «Гайок», «Турчанінова», «Матросова», «Залізничне селище», «ДНС», «Вокзальний», «Центральний», «Павліченко», «Глиняний», «Мельника», масив «Леваневського» (після перейменування - «Незалежності»), мікрорайони «Роток-1», «Роток-2», «Роток-3», «Роток-4», житлові райони «Гризодубової» (після перейменування - «Марії Примаченко»), «Заріччя», мікрорайони «Піщаний», «Таращанський», селекційна станція «Олександрія», райони «Учгосп», «Рибгосп», «Роток», урочища «Гайок», «Голендерня», «Кошик», «Палієва гора», «Сухий яр», «Товста» та острів «Дитинство».

## Населення
Населення Білої Церкви  196 тис. жителів.
Під час перепису населення 2001 року, населення Білої Церкви становило 200,1 тисячі жителів; під час передостаннього перепису, у 1989 році,— 196,9 тисячі.

Населення Білої Церкви до середини XX століття було невеликим. Значно зменшилась його кількість після Другої світової війни, коли було винищено майже всіх євреїв. 
Проте після оголошення всесоюзного будівництва каучукопереробних підприємств ГТВ та 2 заводів об'єднання Білоцерківшина населення міста зросло більш ніж у двічі.
Національний склад Білої Церкви за даними переписів населення:
|          | 1926   | 1939   | 1959   | 1989   | 2001   |
| українці | 57,0 % | 68,9 % | 71,0 % | 78,6 % | 87,4 % |
| росіяни  | 3,4 %  | 7,6 %  | 18,6 % | 17,5 % | 10,3 % |
| євреї    | 36,4 % | 19,6 % | 7,8 %  | 2,0 %  | 0,1 %  |
| білоруси | 0,3 %  | 1,0 %  | 0,8 %  | 0,6 %  |        |
| поляки   | 2,4 %  | 2,2 %  | 0,2 %  | 0,2 %  | 0,1 %  |
|          |        |        |        |        |        |

Сучасний масив Леваневського, який прилягає до цих заводів став місцем концентрації близько 60 % усіх жителів Білої Церкви. На початку 1990-х відбулось деяке скорочення населення в основному через згортання виробництва на підприємствах міста та еміграції євреїв до Ізраїлю. Наразі помічено процес повільного зростання кількості жителів Білої Церкви, що пов'язано з відновленням роботи багатьох підприємств та створення розгалуженої сфери послуг.

### Мовний склад
Рідна мова населення за даними перепису 2001 року:
| Мова            | Кількість | Відсоток |
| --------------- | --------- | -------- |
| українська      | 169785    | 86.61%   |
| російська       | 24133     | 12.31%   |
| білоруська      | 304       | 0.16%    |
| вірменська      | 109       | 0.06%    |
| циганська       | 83        | 0.04%    |
| єврейська       | 28        | 0.01%    |
| польська        | 26        | 0.01%    |
| болгарська      | 19        | 0.01%    |
| угорська        | 15        | 0.01%    |
| інші/не вказали | 1521      | 0.78%    |
| Усього          | 196023    | 100%     |

Вторгнення Росії в Україну спровокувало нову хвилю українізації в місті, дедалі більше людей вважають за краще розмовляти українською мовою.

## Економіка
Економіка міста — найбільша економіка області серед адміністративних суб'єктів по об'єму валового регіонального продукту.  Представлена потужним промисловим комплексом, який складається із 57 підприємств різних галузей та видів діяльності. Провідними галузями економіки міста є хімічна і нафтохімічна промисловість, машинобудування, добувна, легка, харчова, переробна, фармацевтична промисловості, виробництво меблів тощо.
Основними напрямами економічної діяльності є промисловість, будівництво, мале підприємництво. У місті активно розвивається приватний бізнес: здійснюють діяльність близько 2000 малих підприємств та більше 10 000 підприємців фізичних осіб. У розрахунку на 10 тис. жителів міста припадає 100 малих підприємств. На малих підприємствах міста зайнято 24 тис. чоловік, що становить 20 % у розрахунку до кількості населення у працездатному віці.
На промислових підприємствах впроваджується міжнародний стандарт ISO 9001:2000, який встановлює вимоги до системи менеджменту якості. Найбільшими підприємствами міста є:
- ПрАТ «Росава» — виробництво автомобільних шин[42].
- ТОВ «Інтер-ГТВ», ТОВ «Білоцерківський завод „Трібо“» — виробництво накладок, колодок гальмівних[43][44].
- ТОВ «Білоцерківські будматеріали» — виробництво клінкерної лицьової цегли.
- ПОГ « Білоцерківське УВП УТОС» — виробництво низьковольтної та електротехнічної продукцїї.
- ПАТ «Білоцерківський завод залізобетонних конструкцій», ТОВ «Білоцерківський домобудівельний комбінат», КП «Білоцерківбуд» — виробництво виробів з бетону для будівництва[45][46][47].
- ТОВ «Валтекс» — виробництво взуття, пошиття спецодягу, засобів індивідуального захисту[48].
- ТОВ НВП «БілоцерківМАЗ» — виробництво дискових агрегатів, широкозахватної техніки, інших машин та устаткування для сільського та лісового господарства[49].
- ДП "Білоцерківський завод «Еталон» — виробництво дозиметричних приладів та ремонт устаткування[50].
- ПАТ НВФ «Ферокерам» — виробництво електродвигунів, генераторів i трансформаторів[51].
- ТОВ СП «Укрінтерм» — виробництво, монтаж та обслуговування теплогенераційного обладнання[52].
- ТОВ «Завод пакувального обладнання „Термо-Пак“» — виробництво устаткування загального призначення[53].
- ТДВ «Білоцерківський кар'єр» — добування декоративного та будівельного каменю[54].
- ПАТ «Білоцерківська книжкова фабрика» — поліграфічні послуги[55].
- ТОВ «Біофарма» — виробництво готових лікарських засобів[56].
- ТОВ «Маревен Фуд Україна» — виробництво харчових напівфабрикатів[57].
- ПАТ «ЖЛК—Україна» — виробництво молочної продукції[58].
- ТОВ «Білоцерківський молочний комбінат» — виробництво молочної продукції[59].
- ПАТ «Білоцерківський консервний завод» — перероблення та консервування овочів та фруктів[60].
- ДП ПАТ «Київхліб» Білоцерківський хлібокомбінат — виробництво продуктів борошномельно-круп'яної промисловості[61].
- КП «Білоцерківхлібопродукт» — виробництво продуктів борошномельно-круп'яної промисловості, готових кормів для тварин, хліба та хлібобулочних виробів[62].
- ТОВ "ВК НАВИН" - провідний виробник рушникосушарок та дизайн-радіаторів
- ПП "Маршалок" , провідний регіональний виробник мясної продукції, напівфабрикатів, кондитерських виробів та молочної продукції

У лютому 2019 року в індустріальному парку «Біла Церква» зведений перший завод виробничого кластера Plank — завод із виробництва електрофурнітури Plank Electrotechnic. Потужність підприємства — 4,6 млн одиниць продукції на рік. Вироби продаватимуть в Україні та Євросоюзі.
У 2019 році в Білій Церкві відкрили сучасний завод із переробки плазми крові Біофарма.

### Інвестиційна привабливість
У 2021 році місто здобуло найвищий бал у сфері прозорості економіки серед 100 найбільших міст України Transparent cities/Прозорі міста. Рейтингове агентство IBI-Rating також присвоїло Білій Церкві рейтинг інвестиційної привабливості на рівні invА-, що свідчить про високу інвестиційну привабливість міста.

## Інфраструктура

### Торгівля та сфера послуг
На території міста функціонують Київська регіональна торгово-промислова палата, 9 ринків, 144 магазинів харчових продуктів, 14 магазинів побутової хімії, понад 60 об'єктів роздрібної торгівлі, 16 спортмагазинів, понад 120 меблевою спеціальність, 7 — технікою спеціальною, 17 — тканини, фурнітура, пряжа, 46 магазинів чоловічого та жіночого одягу, 22 — ювелірних виробів, близько 10 торговельних комплексів та центрів, як-от ТРЦ «Вега», ТРЦ «Гермес», ТРЦ «Апельсин», ТРЦ «Сіті центр», ТРЦ «White Plaza», ТРЦ «Олександрія», ТЦ «Євродім», ТЦ «ДНС», ТЦ «Бона», ТЦ «Бульвар», ТЦ «Пасаж», офісно-торговельний центр «Великий трикутник», центр моди «Гранд парфюм» «Королева», ТЦ «Піщаний» та «Christal Palace»
У місті представлені головні національні мережі супермаркетів як продовольчих і господарських товарів: «Сільпо», гіпермаркет «Велмарт», АТБ-Маркет, «Еко маркет», «Novus», «Економ», «Коло», «Траш», «Делві», «Фора», «Пчілка маркет»,"Маркетопт" гіпермаркет будівельних матеріалів «Епіцентр», «Будмаркет», так і побутової та професійної техніки, аудіо- та відеоелектроніки — «Фокстрот», Comfy, Ельдорадо, «Frost», « MOYO online», Алло,Ringoo, «Мобільні фішки», «SMART», «Жжук», «Комп'ютерний всесвіт», косметики та побутової хімії «Космо», «ProStor», «Eva», «Watsons», «JYSK».
У Білій Церкві працює понад 40 автозаправних станцій та комплексів, що є власністю великих операторів ринку «ТНК-BP», «Amic», «Укртатнафта», «WOG», «ОККО» тощо. Також, у місті близько 15 автосалонів, близько 56 магазинів, що спеціалізуються з автозапчастин, 5 автошкіл, 26 автостоянок, гаражних кооперативів тощо.
У місті досить розвинута готельна інфраструктура, що представлена закладами різного рівня обслуговування: «City Park Hotel», «Київ», «Chalet», «Центральний», «Соборний», «Трактир», «Обрій», «Гостинний двір», «Кларк», «Рось», «Візит», «Поліс», «Місце під сонцем», «Диліжанс».

### Комунальне господарство
Безперебійне забезпечення тепловою енергією житлового фонду, кооперативних та громадських організацій, комунально-побутових та інших об'єктів Білої Церкви здійснює КП БМР «Білоцерківтепломережа» (сайт підприємства).
Виконавцем послуг централізованого водопостачання та водовідведення в місті Біла Церква  є ТОВ «Білоцерківвода» (сайт підприємства).
Послуги з вивезення твердих, рідких побутових, великогабаритних, будівельних та інших відходів, а також низку послуг з благоустрою населенню, підприємствам, установам, закладам, підприємцям в м. Біла Церква надає ПрАТ«КАТП-1028» (сайт підприємства). Захоронення побутових відходів у місті здійснюється на полігоні побутових відходів, яке займає площу 15,22 га. Потужність полігону 65000 т/рік. Середня відстань з території вивезення побутових відходів до полігону – 10 км.

### Освітлення
Протяжність мереж зовнішнього освітлення м. Білої Церкви становить 349,6 км, із них 112,5 км виконано самовідним ізольованим проводом СІП.
Інвентарна кількість світлоточок станом на 2019 рік становить 9500 шт., з них із натрієвими лампами — 4100 шт,  з лампами розжарення — 2000 шт, світлодіодні світильники — 3400 шт. Система зовнішнього освітлення міста оснащена приладами обліку електричної енергії, що забезпечують 100 % обліку електроенергії. Кількість робочих годин освітлення в середньому становить 3,815 години на рік. Тариф за електроенергію станом на вересень 2019 рік становить 2,800 грн за 1 МВт/год.
Управління вуличним освітленням здійснюється з диспетчерського пункту автоматизованою системою по каналах GSM через 85 шаф управління.
Завдяки проєкту НЕФКО BTS-1, який завершився у 2019 році, були реалізовані наступні основні заходи, які дозволили скоротити шкідливі викиди в атмосферу та заощадити бюджетні кошти:
- Замінено 2,340 світильників на світлодіодні;
- Замінено 84 км повітряних ліній на провід СІП;
- Запроваджена система автоматизованого управління світильниками через 83 шафи управління.

У 2020 році реалізовано проєкт НЕФКО BTS-2, який передбачав заміну близько 2000 світильників.

### Пошта
Поштові послуги надають національні оператори «Укрпошта», «Нова пошта» та приватні служби «Міст Експрес», «Нічний Експрес», «Автолюкс», «Гюнсел», «Делівері», «ІнТайм», фіксованого телефонного зв'язку — «Укртелеком», Vega telecom. У Білій Церкві розташовано 20 поштових відділень. Поштові індекси міста — 09104 — 09119, телефонний код — +380456(3).

##### Зв'язок
Стільниковий зв'язок у місті представлений GSM/UMTS/LTE-операторами: Київстар, Vodafone, (який також у стандарті CDMA надає тільки мобільний інтернет), Lifecell; UMTS (3G): ТриМоб; CDMA: PEOPLEnet; WiMAX: FreshTel та Giraffe.

#### Інтернет-провайдери
До провайдерів, які надають послуги в Білій Церкві, належать Мережа Ланет, Київстар, Укртелеком, Воля, Магнус, БКМ.

### Транспорт

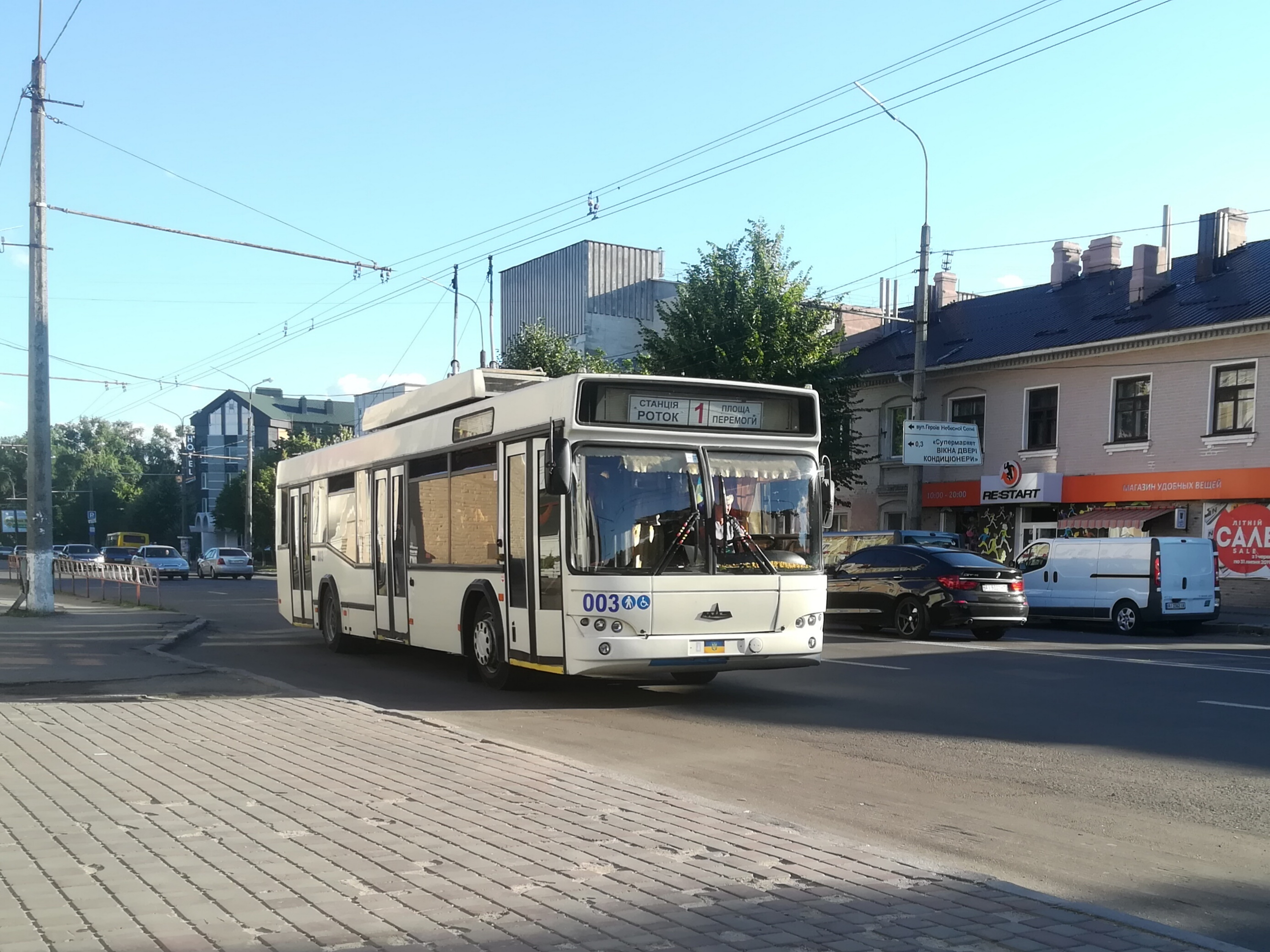
Тролейбус МАЗ-ЭТОН Т103 маршруту № 1

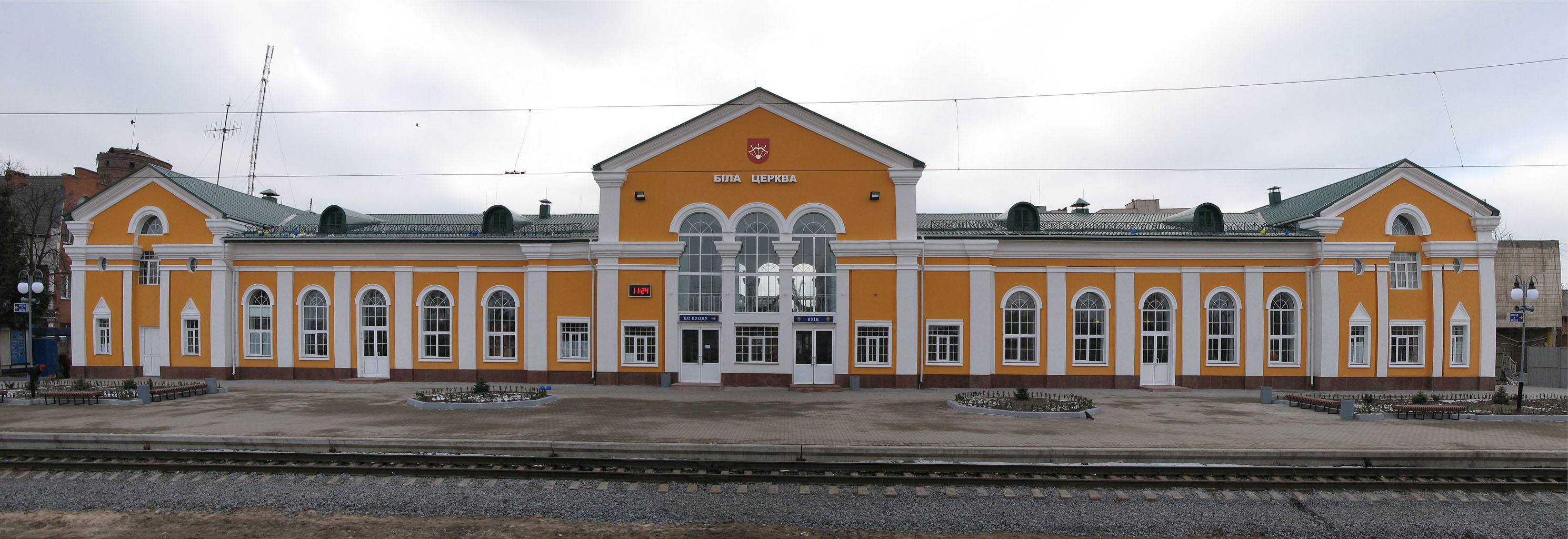
Білоцерківський залізничний вокзал

Через місто пролягають автошляхи європейського значення: Чернігів — Бровари — Київ — Боярка — Глеваха — Біла Церква — Ставище — Жашків — Умань — Благовіщенське — Любашівка — Жовтень — Одеса (E95), а також міжнародного значення: Київ — Васильків — Біла Церква — Ставище — Умань — Благовіщенське — Жовтень — Одеса (М05); залізнична лінія Фастів I — Миронівка.
У місті діє залізничний вокзал, що був відкритий у 1876 році, автостанція приміського сполучення та військовий аеродром. Також, у місті працює каса попереднього продажу авіаквитків — агентство повітряних сполучень «Kiyavia».
У місті працюють велика кількість транспортних підприємств, що забезпечують перевезення жителів. Серед них — КП БМР «Тролейбусне управління», ПАТ «Білоцерківський автобусний парк», ПП «Валоїс», ПП «К-А-Н», МПП «Діліжанс», «Транссіті», Епітранс.
Громадський транспорт представлено 7 тролейбусними маршрутами. Значну частину міських перевезень представляє автобус, який складається з 18 маршрутів.
За допомогою сервісу DozoR City, можна відстежити рух громадського транспорту в режимі онлайн: встановлені в автобусах GPS-трекери миттєво передають сигнал про рух транспортного засобу, що відображається на карті.
На базі місцевого аеродрому функціонує КП «БВАК» (Білоцерківський вантажний авіаційний комплекс).

## Релігія
У місті зареєстрованих понад 30 релігійних громад, зокрема 8 громад УПЦ, римо-католицька церква, єврейська месіанська громада при КЄМГ(Київської єврейської мессіанської громади), мусульманська громада та інші. Є 5 церков, каплиця, жіночий монастир Святої рівноапостольної Марії-Магдалини, 4 молитовні будинки.
Біла Церква — центр Білоцерківської єпархії Української православної церкви. До УПЦ відносяться такі храми:  Церква святої Марії Магдалини, Храм-каплиця святого великомученика Георгія Побідоносця та Свято-Покровська Церква.
До Білоцерківської єпархії ПЦУ Спасо-Преображенський кафедральний собор, Свято-Миколаївська церква, Свято-Покровська церква.
Метричні книги, клірові відомості, сповідні розписи церков Пресвятої Трійці, Покрова Пресвятої Богородиці, Преображення Господнього, св. Марії Магдалини, св. Миколая м-ка Біла Церква Білоцерківської волості Васильківського пов. Київської губ. зберігаються в ЦДІАК України
У місті існує парафія св. Івана Хрестителя римо-католицької церкви. Храм, який був збудований Ф-К.Браницьким у 1816 році, в часи СРСР був перетворений у органний зал. Досі не повернений вірним РКЦ.
У 2004 році бл. Любомир Гузар благословив будівництво храму Парафії Різдва Христового Української греко-католицької церкви (проект виконав архітектор Бабич Юрій Іванович). 18 квітня 2008 спроба греко-католиків освятити ділянку землі під будівництво храму закінчилася протистоянням із прибічниками московського патріархату. Лише у 2014 році органами влади були надані всі законні дозвільні документи для будови храму. У 2018 році на земельній ділянці розпочали ведення будівельних робіт. Однак вони були припинені через протиправні дії з боку групи зловмисників. 5 лютого 2021 року, Владика Йосиф Мілян, Єпископ-помічник Київської Архиєпархії зустрівся з  мером міста Біла Церква для обговорення земельного питання громади УГКЦ у місті. Також у місті існує парафіяльна громада Блаженної княгині Ольги УГКЦ.

## Культура

### Театр, музика і кіно

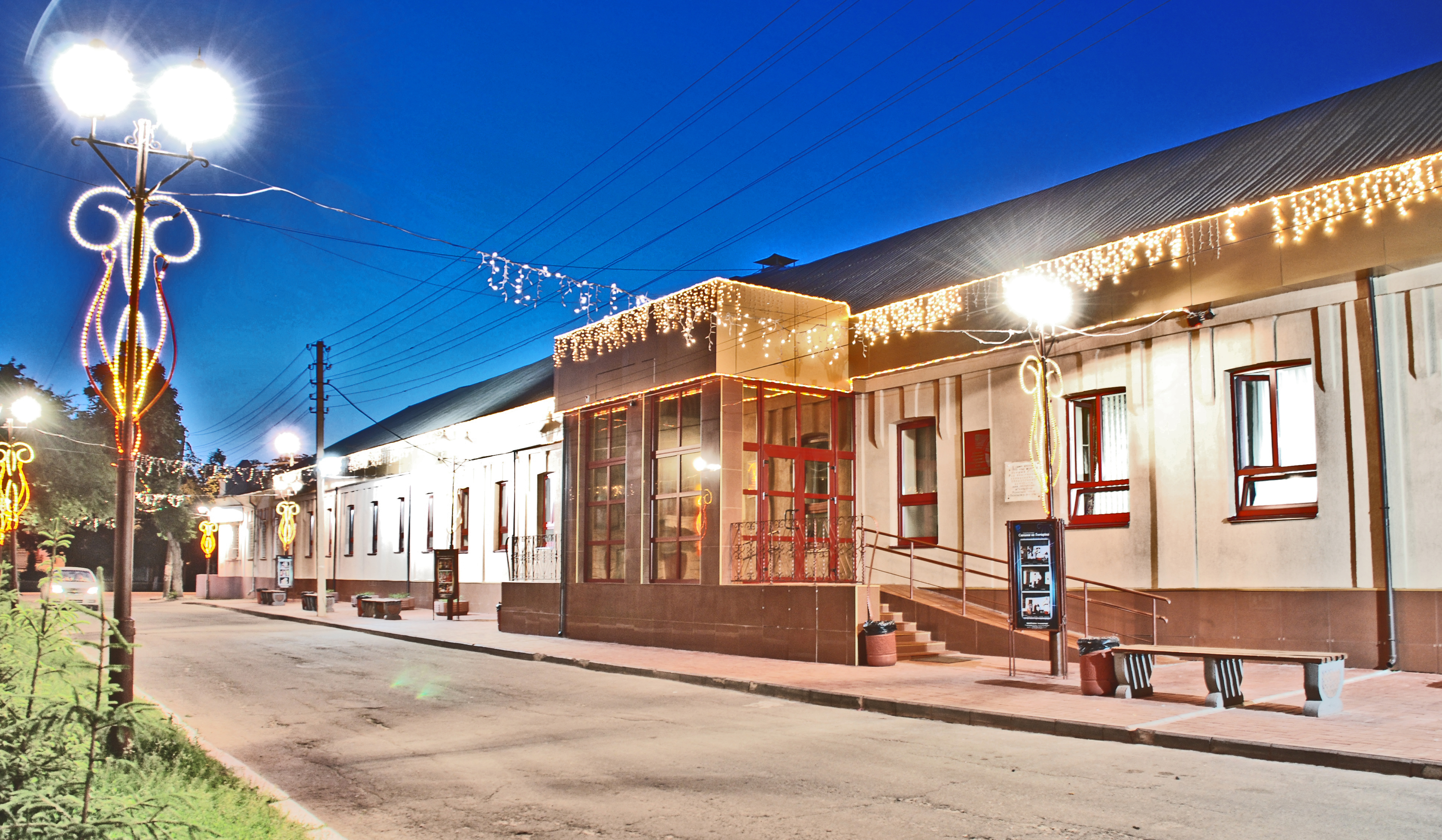
Київський академічний музично-драматичний театр імені П. К. Саксаганського — значний культурний осередок міста і області

Біла Церква — найбільший культурний осередок Київщини, відомий своїм творчим потенціалом та досягненнями в галузі мистецтва.
У 1933 році в місті засновано Київський академічний обласний музично-драматичний театр імені Панаса Саксаганського, що розташований у пристосованій будівлі за адресою: Клубний провулок, буд. 1. Вистави театру відбуваються переважно державною українською мовою.
Завдяки клопотанню колишнього директора і художнього керівника театру заслуженого діяча мистецтв України В'ячеслава Ускова, театру повернули ім'я обласного, яке було в нього до німецько-радянської війни. З 2008 року творчий колектив театру поповнився молодими акторами і режисерами — випускниками театральних ЗВО Києва, Харкова й Івано-Франківська.
На базі краєзнавчого музею щороку проводяться краєзнавчі читання, науково-практичні конференції різного рівня, присвячені визначним подіям історії та сучасності, друкуються їхні матеріали.
Після реставрації у будівлі костьолу відкрито Будинок органної та камерної музики. Орган було встановлено 7 березня 1990 року чехословацькою фірмою «Rieger Kloss». Він має механічну трактуру та електричну регістратуру (шлейфлада), три мануали, педальну клавіатуру, шість вільних і три готових комбінації, вальце, сорок регістрів. Загальна кількість труб — 2734.
У місті існують 3 палаци культури — ПК «Білоцерків МАЗ», ПК «Росава», ПК ТОВ «Інтер-ГТВ», кінотеатр імені О. Довженка, 6 клубів, 9 бібліотек, 3 школи мистецтв, 4 музичні школи, центр творчості дітей та юнацтва «Соняшник», будинок художньої творчості, будинок юних техніків тощо.
У Білій Церкві — 24 колективи народної самодіяльності. Серед них — народний ансамбль танцю «Ровесник», ансамбль скрипалів молодших та старших класів ДМШ № 4, дитячий танцювальний колектив «Щасливе дитинство», чоловіча хорова капела, Муніципальний духовий оркестр тощо.
Проводяться фестивалі різних рівнів: «Веселка над Россю», «Музичні відкриття в Білій Церкві», «Золота осінь», «Музичні зустрічі в Палаці Браницьких», «Гніздо», «Поетична зима», «Різдвяні зорі», «Всеукраїнський фестиваль молодої режисури імені Леся Курбаса».

### Музеї

Білоцерківський краєзнавчий музей

З 1924 року, на Замковій горі, відкритий Білоцерківський краєзнавчий музей, який знайомить відвідувачів з археологічними знахідками, історією регіону і етнічним складом місцевих жителів.
У 1962 році на території дендропарку «Олександрія» на першому поверсі адміністративного приміщення було відкрито музей. Його експозиція знайомить відвідувачів з історією створення парку «Олександрія», трьома поколіннями його власників — графів Браницьких. Основою експозиції є скульптури з білого італійського мармуру. Декілька з них роботи відомих італійських майстрів XVIII століття, авторство інших скульптур не встановлено, але виконані вони на надзвичайно високому художньому рівні. Це лише невелика частина величезного зібрання із колекції Браницьких. Скульптури були придбані власниками парку під час поїздок Європою. Багато робіт було подаровано Браницьким Катериною II та князем Григорієм Потьомкіним. Під час революції, громадянської війни, а пізніше і німецько-радянської війни, більшість колекції була пограбована або знищена. Збереглося лише 16 скульптур італійських митців: три грації (Антоніо Канова), «Хлопчик з собакою», «Хлопчик із луком» (Памполоні) та інші.
На базі училища імені П. Р. Поповича з 1977 року відкритий музей космонавтики імені льотчика-космонавта Павла Поповича, в якому фонд складає понад 200 унікальних експонатів. У музеї бойової слави 72-ї окремої механізованої бригади імені Чорних Запорожців налічується близько 1000 експонатів. Музей Електричного зв'язку — експозиція, яка розповідає про історію розвитку електрозв'язку та пошти у місті.

### Пам'ятки історії та архітектури

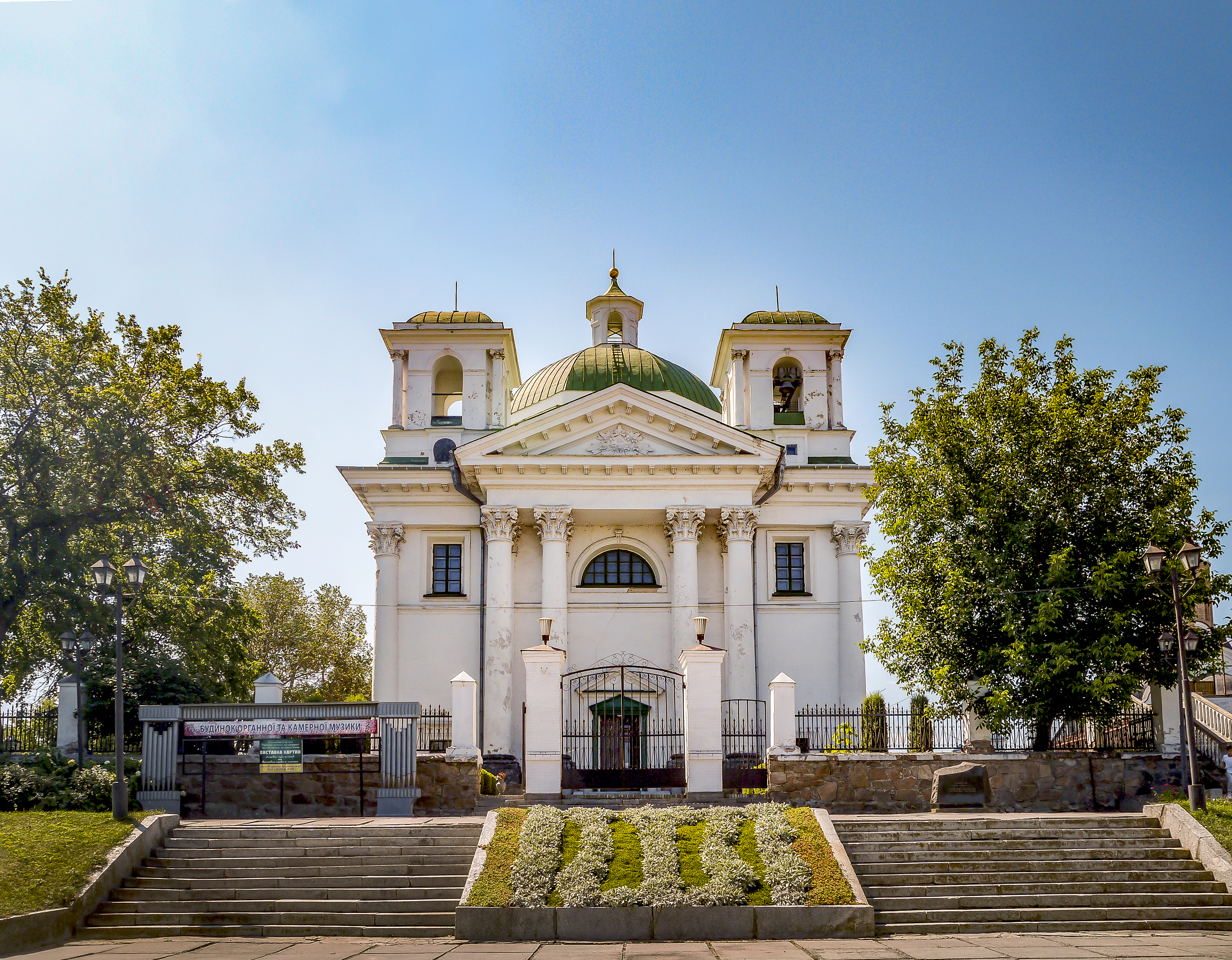
Костел святого Івана Хрестителя на Замковій горі

Шуховська вежа

У Білій Церкві є археологічні пам'ятки, серед яких найбільшим інтересом туристів користується Замкова гора і її округа — дитинець (замок і посад) містечко Юр'єва — Білої Церкви ХІ—XVIII ст. У південно-західній частині дендропарку «Олександрія» є Палієва гора, де у VI—VII століттях н. е. жило поселення пеньківської культури. Серед цікавих археологічних пам'яток міста можна віднести 3 кургани ІІІ тис. до н. е. — початку ІІ тис. н. е. та Руське городище ХІІ—ХІІІ століть.
Головною визначною пам'яткою міста є дендропарк «Олександрія», який розташований на околиці Білої Церкви. Дендропарк був заснований у другій половині XIX століття, над його створенням працювали видатні архітектори та садівники.
У східній частині дендропарку «Олександрія», неподалік головного входу знаходиться споруда, яка має назву «Ротонда», яка збудована в стилі розвинутого класицизму, у вигляді напівкруглого павільйону з прорізаною в передній стіні напівкруглою аркою.
Однією з найоригінальніших архітектурних споруд парку є «Руїни», побудовані наприкінці XVIII століття. Своїм виглядом вони нагадують старовинний зруйнований замок. Основна мета споруди — створити ілюзію зруйнованих часом будівель. Крім естетичного призначення, «Руїни» виконують практичну роль підпірної стіни. З-під «Руїн» б'є потужний водоспад. Посередині спорудили розташований оглядовий майданчик, з якого відкривається краєвид на річку Рось.
Одним із найцікавіших об'єктів «Олександрії» є Колонада «Луна», виконана у вигляді грецького амфітеатру. Свою назву дістала за чудові акустичні властивості.
«Китайський місток» — так називається ще одна мала архітектурна споруда. Таку назву вона дістала завдяки альтанці на містку, дах якої нагадує дахи китайських пагод. Спорудження містка-альтанки відбувалося в період активної забудови парку. Місцевий ландшафт підкреслює екзотичний вигляд містка, з якого відкриваються краєвиди на верхнє озеро з водоспадом та нижнє озеро.
У західній частині парку знаходиться найвища Палієва гора. Крутий, кам'яний схил цієї гори сягає у висоту 27 метрів. На початку XVIII століття тут тривалий час (1702—1704) знаходився з табором один із загонів козацького ватажка Семена Палія. У глибині Палієвої гори і досі видно рештки земляних укріплень козаків. У 1980 році на честь тих давніх подій, на горі був встановлений пам'ятник.
У північній частині знаходиться сад «Мур». Побудований із метою створення на території парку ще більш відокремленого, інтимного куточка, який дозволяв би господарям уникнути небажаного спілкування з відвідувачами.
У південній частині парку, неподалік від річки Рось, знаходиться споруда, яка має назву Турецький будиночок. Він був побудований після турецької кампанії (1828—1829). У його стіни були вмуровані мармурові плити, на яких є написи древньотурецькою мовою, що прославляють велич шаха Махмуда Хача Гази, який побудував неприступну фортецю в місті Варна (Болгарія). Після взяття фортеці російськими військами фельдмаршал Румянцев (який товаришував із графами Браницькими) привіз їх як трофей в «Олександрію».
Багато цікавих пам'яток архітектури знаходиться і в історичному центрі Білої Церкви. Визначні архітектурні пам'ятки міста: Склади Браницьких, Ансамбль споруд поштової станції, Торгові ряди (БРУМ), Зимовий палац, Будинок Дворянських зібрань, Микільська церква, Свято-Преображенський кафедральний собор, Костел святого Івана Хрестителя, Церква святої Марії Магдалини тощо.

### Пам'ятники
Місто Біла Церква має значну кількість пам'ятників, що відображують його історію: як окремих подій та персоналій безпосередньо пов'язаних із Білою Церквою, так і епох, які пережило місто.

### Біла Церква в кулінарії
Борошно з білоцерківської напівкарликової пшениці є секретним компонентом традиційної обрядової випічки на свята, весілля, поминки. Сорт був виведений наприкінці ХХ століття співробітницею Білоцерківської дослідно-селекційної станції Ларисою Бурденюк-Тарасевич. Завдяки якісним характеристикам сорт популярний серед місцевих мешканців та агропідприємств.
Білоцерківський штрудель (макаран) з маком та родзинками: для приготування тіста необхідно змішати олію, 100 г цукрового піску, дріжджі, 200 мл води, 2 яйця, ванілін та сіль. “А борошна, скільки увійде”, як кажуть самі господині, бо кожна знає яка повинна бути консистенція тіста. 
Для начинки: у 120 мл молока варити 200 г маку поки мак не вбере все молоко; змішати з 20 г вершкового масла, 75 г цукрового піску і родзинками. Тісто тонко розкатати і зверху викласти начинку, залишаючи з кожного боку по 2 см чистого тіста. Загорнути тісто у рулет, змастити його розбовтаним яєчним жовтком з 1 ст л молока і запікати при температурі 180°C протягом 30 хв..
В радянський час було популярно консервувати салати на зиму, і одним з найсмачніших був салат з капусти з овочами "Білоцерківський".

### Біла Церква в кіно

Меморіальна дошка Надії Рум'янцевій на місці зйомки сцени з бджолами у фільмі «Королева бензоколонки»

У Білій Церкві було знято сцени фільмів «Королева бензоколонки», а саме сцена з бджолами на площі Шевченка та «Владика Андрей» у дендропарку «Олександрія». На будинку, де знімалася сцена фільму «Королева бензоколонки» встановлено меморіальну дошку Надії Рум'янцевій.
У 1986 році на екрани вийшов фільм «Кармелюк» (мінісеріал, 5 серій). Деякі сцени було знято в центрі міста на Площі Ринковій біля Торгових Рядів (БРУМ), складів Браницьких, а також у передмісті Білої Церкви в селі Чмирівка.
У дендропарку «Олександрія» знімалися епізоди стрічки «Дорога на Січ». У фільмі можна побачити колонаду Луна, композицію Руїна і будинок адміністрації.
У дендропарку восени 2012 року, знімався кліп на пісню Міки Ньютон «Не відпускай».
У 2018 році в Білій Церкві було відзнято короткометражні фільми Baby Cinema STUDIO — «Ніколи не здавайся» та «Інакший», «Таємниці великих Українців», Іван Мазепа (2021). Документальний фільм, де показана Замкова гора

### Біла Церква в літературі
- Віктор Грабовський «Біла Церква»[120].

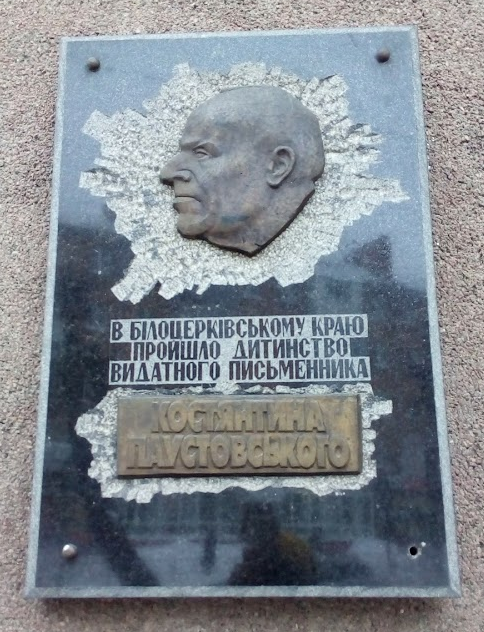
Пам'ятна дошка Костянтину Паустовському

- Віктор Грабовський «У Білій Церкві…»[121].
- Олег Дивов «Зброя відплати» (рос. «Оружие возмездия») — книга про службу в Бригаді великої потужності у Білій Церкві.
- Ганна Ручай «Моя кохана відьма».
- Олександр Пушкін. Поема «Полтава»:

|  | Тиха украинская ночь, Прозрачно небо. Звёзды блещут. Своей дремоты превозмочь Не хочет воздух. Чуть трепещут Сребристых тополей листы. Луна спокойно с высоты Над Белой Церковью сияет И пышных гетманов сады, И старый замок озаряет И тихо, тихо всё кругом… |

- Олесь Гончар. Роман «Людина і зброя» про студентський батальйон Білоцерківського сільськогосподарського інституту, який брав участь у німецько-радянській війні. Неодноразово бував у Білій Церкві на зустрічах зі студентами та читачами бібліотек[122].
- Генрик Сенкевич «Вогнем і мечем»:

|  | «…Тому кожен, хто міг, тікав до Хмельницького, тікала навіть шляхта, коли іншого шляху до порятунку не було. Так що Хмельницький множив і множив свої сили, і якщо не одразу рушив у саме Річ Посполиту, якщо довго відсиджувався в Білій Церкві, то головним чином для того, щоб впровадити лад у ті невгамовні і дикі сили» та ін. |

- Михайло Булгаков «Біла гвардія». Біла Церква згадується не менше трьох разів.
- Остап Вишня «Весна-красна». У Ганни Денисівни Кошової[124].
- Паустовський Костянтин Георгійович «Книга о жизни. Далекие годы.» Згадується у першій частині.
- Юрій Горліс-Горський «Холодний Яр»

|  | З'їжджаємо з гори і пускаємо застояних коней чвалом. Його доброму херсонцеві важко поспішати за моїм горбоносим довгоногим «Абреком», купленим за дві кулі у татарина-денікінця під Білою Церквою. |

### Тарас Шевченко в Білій Церкві

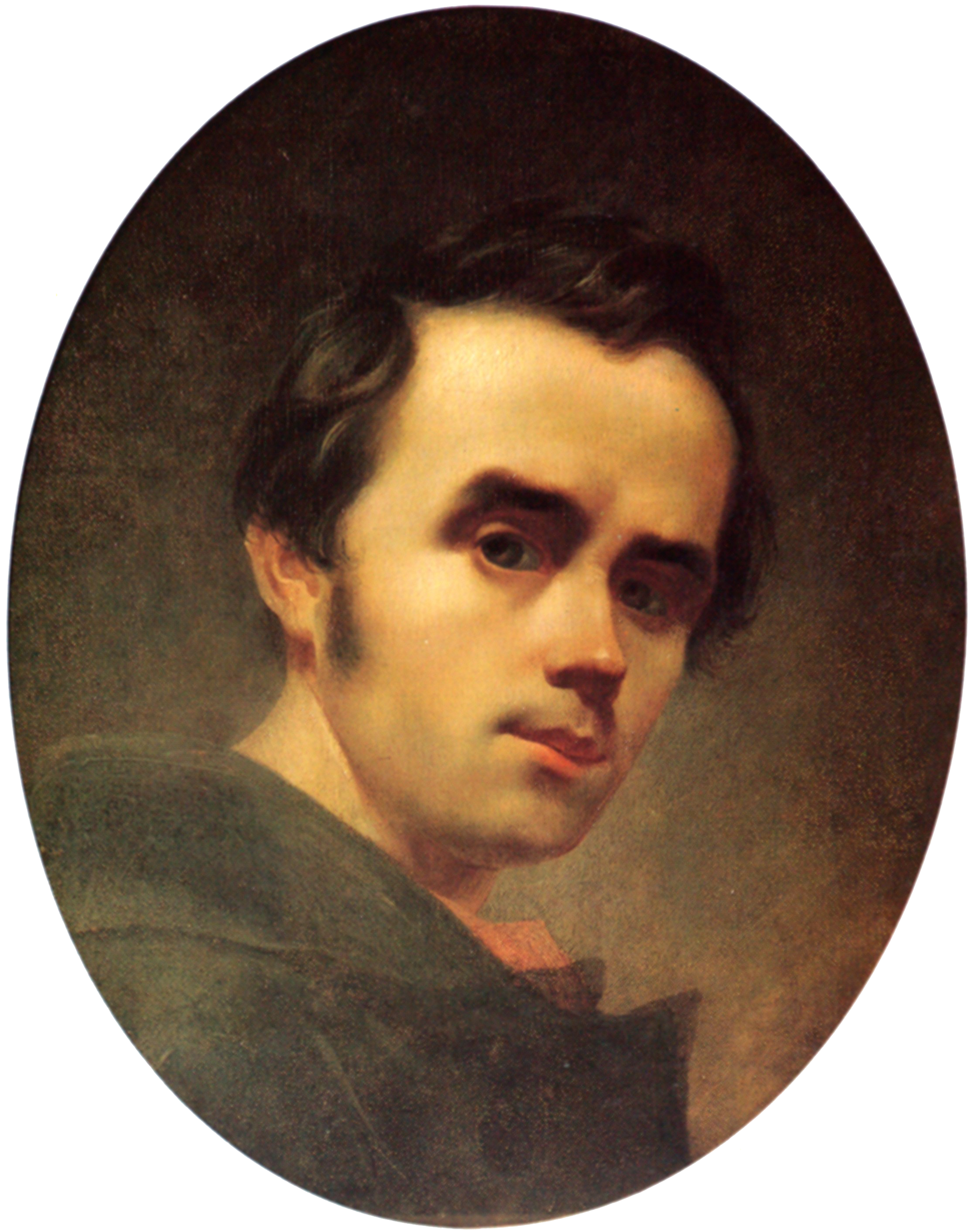
Тарас Шевченко неодноразово бував у Білій Церкві

Історія міста пов'язана з ім'ям Тараса Григоровича Шевченка. Коли Тарас був козачком пана Енгельгардта — родича Браницьких, по дорозі до Вільно вони заїжджали до Білої Церкви. Олександра Браницька показала гостю свій маєток і парк «Олександрію». Шевченко неодноразово бував у Білій Церкві. Ці відвідини знайшли своє відображення в повісті «Прогулка с удовольствием и не без морали», написаній 1856 року. Повість особливо цінна тим, що автор у розповіді від першої особи описує цікаві подробиці своєї подорожі через міста й села нинішньої Київської області.
Чимало місць відведено його перебуванню у Білій Церкві, показу тогочасного побуту її мешканців, зокрема єврейської громади міста. Шевченко згадує сіре, брудне містечко з невеличкими хатками на не мощених вулицях із босоногими хлопчаками, де не було жодної аптеки, книжної лавки. Це останній прозовий твір письменника.
Білоцерківці шанують пам'ять геніального поета. У місті є площа, яка названа його іменем і до 1925 року мала назву Смоляна. Кожного року в місті проходять традиційні конкурси читців поезії Шевченка, 22 вересня 1991 р. відкрили пам'ятник Т. Шевченку, автор якого — народний художник України А. Ковальов, архітектора В. Федотов, В. Штучний. Рішенням міської ради № 281 від 28 серпня 2003 р. міський парк культури і відпочинку імені Петровського названий іменєм Тараса Шевченка. У дендропарку «Олександрія» на честь його відвідування встановлено меморіальну дошку.

## Спорт

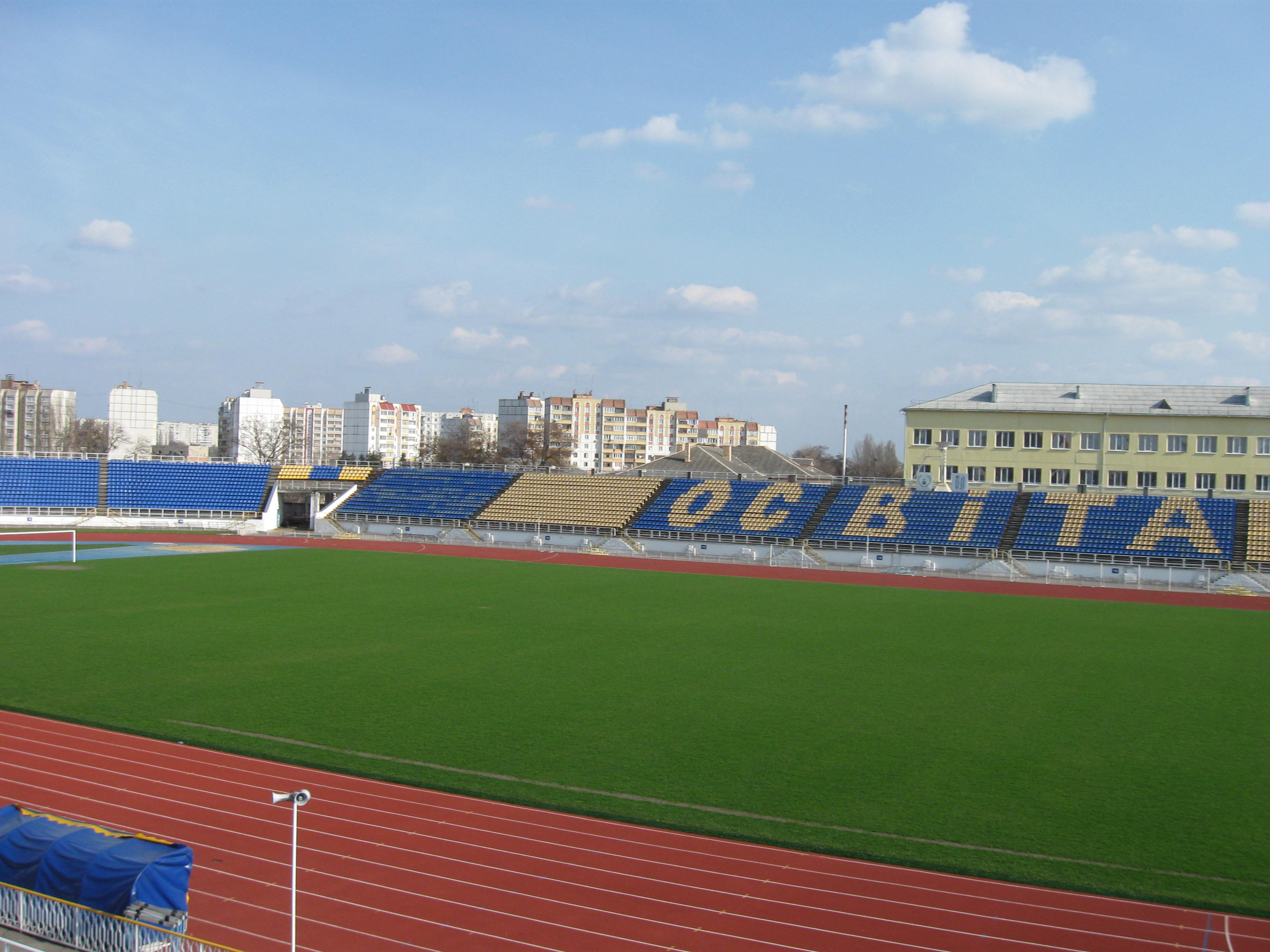
Стадіон «Трудові резерви»

Білоцерківський футбольний клуб «Арсенал-Київщина» утворений у 2006 році і розформований 2018 року, виступав у другій лізі чемпіонату України. Домашні матчі проводив на стадіоні «Трудові резерви», який вміщує 13,5 тис. глядачів. У чемпіонаті Київської області грає місцева команда «Зміна».
Спортивні заклади міста: баскетбольний клуб, 7-й спортивний клуб, федерація шахів, комітет із фізичної культури та спорту, спортивний клуб «Буревісник», дитячо-юнацький фізкультурно-спортивний клуб, 2 дитячо-юнацькі спортивні школи, 3 стадіони тощо.
З 1987 року в місті Біла Церква відбувається Білоцерківський марафон, який наприкінці 1980-х — початку 1990-х років був чи не найсильнішим спортивним заходом на теренах колишнього СРСР.

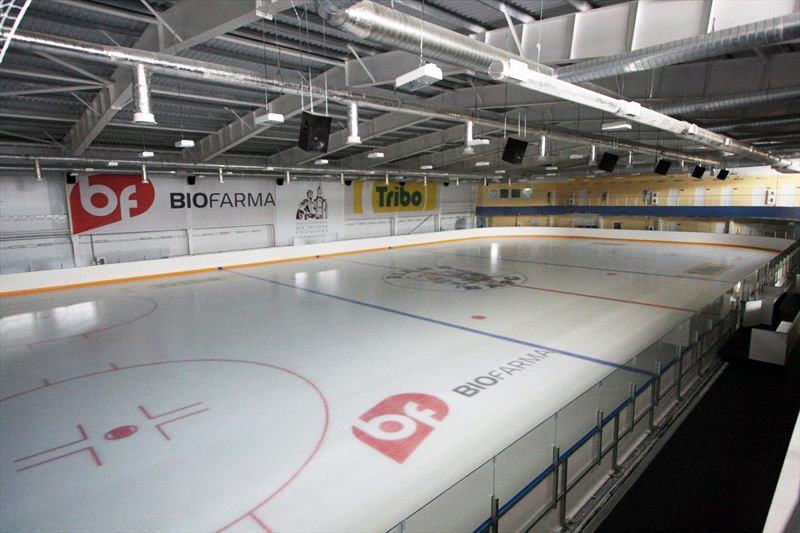
Льодова арена «Білий Барс» — домашня арена білоцерківського хокейного клубу.

Старт-фінішна зона розташована недалеко від дендропарку «Олександрія». Сертифікована Міжнародною федерацією легкої атлетики траса пробігу проходить центральними вулицями міста. У рамках змагань проводяться також старти на дистанції-супутники для дорослих і для дітей.
З моменту відкриття (з 1 лютого 2008 року) ковзанка «Льодовий період» стала улюбленим місцем відпочинку білоцерківців різних вікових категорій. Розмір льодової ковзанки становить 27×54 м, що дозволяє проводити тренування з фігурного катання та хокею, а також використовувати льодову ковзанку як майданчик для проведення спортивних змагань.
У рамках виконання національної програми «Хокей України» в 2012 році відкрито ще одну криту льодову арену із штучним льодовим покриттям, яка вміщує 450 глядачів. Також льодова арена аналогічна тим, що були відкриті у Києві, Донецьку, Дніпрі та Калуші. Слугує як домашня арена хокейного клубу «Білий Барс».
22 серпня 2013 року на масиві «Піщаний» був відкритий спорткомплекс «Зміна», де матимуть змогу тренуватись вихованці ДЮСШ «Зміна», займатись спортом усі охочі білоцерківці, а також проводитимуться обласні та загальнодержавні змагання.
З 2018 року в місті проводяться щорічні спортивні змагання Велосотка Біла Церква та Веломарафон Білоцерківський Стандарт

## Засоби масової інформації

### Друковані
- «Замкова гора»
- «Громадська думка»

### Місцеві телерадіокомпанії
- БЦТВ (Телебачення Білої Церкви)[132]
- «Крокус-1»

#### Кабельне телебачення
- ТРК «Крокус-1»
- «Воля-кабель»
- Рось—телеком
- Ларта
- Магнус (IPTV)
- Белком
- Київстар
- БКМ [133]

### FM-радіостанції
На території міста в межах радіочастот FM-діапазону своє мовлення проводять 15 всеукраїнських та регіональних радіостанцій:
| №п/п | Частота, МГц | Назва            | Потужність | Адреса вежі                  | Передавач                                |
| ---- | ------------ | ---------------- | ---------- | ---------------------------- | ---------------------------------------- |
| 1    | 88,8         | Шлягер FM        | 0,25       | вул. Праведників світу 39/2  |                                          |
| 2    | 91,9         | Радіо Промінь    | 1          | вул. Героїв Небесної Сотні 2 | БЦ “Partner”                             |
| 3    | 98,8         | Прямий FM        | 0,1        | вул. Героїв Небесної Сотні 2 | БЦ “Partner”                             |
| 4    | 100,9        | DJFM             | 0,1        | вул. Героїв Небесної Сотні 2 | БЦ “Partner”                             |
| 5    | 102.3        | Армія FM         | 0,25       | вул. Героїв Небесної Сотні 2 | БЦ “Partner”                             |
| 6    | 102,8        | Радіо Байрактар  | 0,2        | вул. Праведників світу 39/2  |                                          |
| 7    | 103,3        | Бліц FM          | 0,1        | вул. Праведників світу 39/2  |                                          |
| 8    | 103,8        | «Перець FM»      | 1          | вул.Таращанська 196          | щогла на недіючому комбікормовому заводі |
| 9    | 104,3        | Люкс FM          | 1          | вул. Героїв Небесної Сотні 2 | БЦ “Partner”                             |
| 10   | 105,3        | Мелодія FM       | 0,25       | вул. Праведників світу 39/2  |                                          |
| 11   | 105,7        | Хіт FM           | 0,2        | вул. Праведників світу 39/2  |                                          |
| 12   | 106,2        | Радіо Культура   | 1          | вул. Героїв Небесної Сотні 2 | БЦ “Partner”                             |
| 13   | 106,8        | Українське радіо | 0,5        | вул. Праведників світу 39/2  |                                          |
| 14   | 107,2        | Країна ФМ        | 0,25       | вул. Героїв Небесної Сотні 2 | БЦ “Partner”                             |
| 15   | 107,6        | Kiss FM          | 0,5        | вул. Праведників світу 39/2  |                                          |

#### Інтернет-радіостанції
Бліц FM (інтернет — радіо)
- Мега Сичі [135] (онлайн-радіо)
- Radio.Net (інтернет-радіо) після вимкнення аналогового телебачення (2017—2018) також незабаром можливе впровадження цифрового стандарту радіомовлення (DAB, DAB +), 2017—2020 рр.

## Освіта й наука

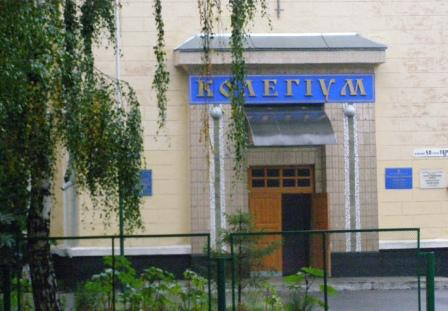
Білоцерківський колегіум Білоцерківської міської ради Київської області

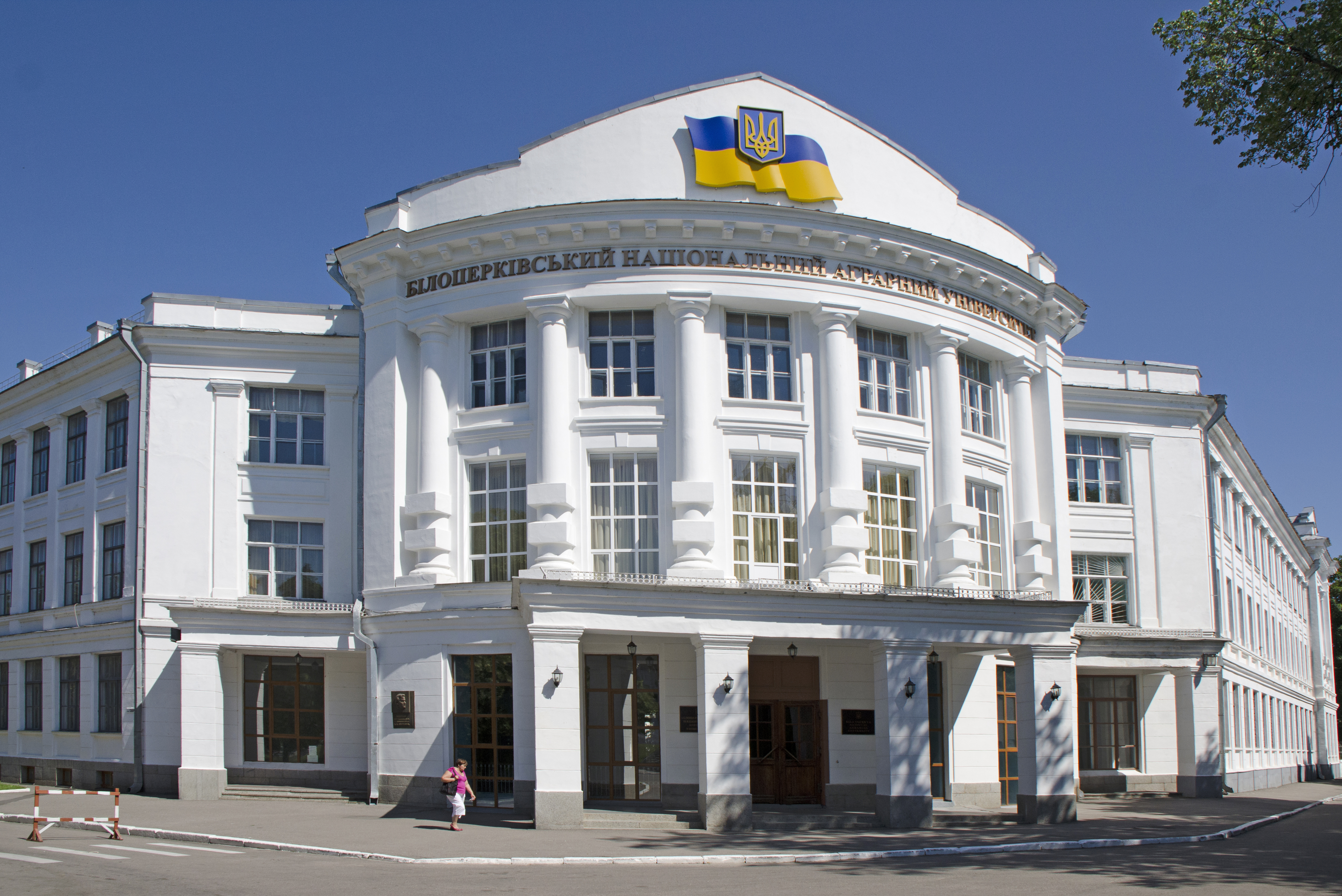
Білоцерківський Національний аграрний університет — аграрний науково-освітній центр Київщини

Станом на початок 2015 року у Білій Церкві діє 36 дошкільних навчальних закладів (дитячих садочків), забезпечуючи оптимальні умови для здобуття дітьми дошкільної освіти відповідно до потреб населення міста.
Загальна середня освіта міста представлена 25 загальноосвітніми навчальними закладами: колегіумом, ліцеєм, 2 гімназіями, 5 спеціалізованими загальноосвітніми школами, 13 загальноосвітніми школами І—ІІІ ступенів, 1 школою І ступеня, спеціальною загальноосвітньою школою та приватним навчально-виховним комплексом. Крім того у місті функціонують 2 вечірні (змінні) загальноосвітні школи № 1 та 2.
У 2008 році був відкритий перший у Київській області Білоцерківський колегіум, який зайняв провідні місця у місті. Уже в 2010 році з нього були випущені перші випускники.
У Білій Церкві функціонують 16 закладів вищої освіти. Серед закладів вищої освіти — 10 закладів І—ІІ рівня акредитації, які здійснюють підготовку за освітньо-кваліфікаційним рівнем молодший бакалавр (молодший спеціаліст), бакалавр.
Це технолого-економічний коледж Білоцерківського національного аграрного університету, Білоцерківський медичний коледж, Білоцерківський гуманітарно-педагогічний коледж, Білоцерківський коледж сервісу та дизайну, Білоцерківський коледж фінансів обліку та аудиту Національної академії статистики обліку та аудиту, Білоцерківське училище професійної підготовки персоналу Державної кримінально-виконавчої служби України, Білоцерківський механіко-енергетичний технікум, Білоцерківський технічний коледж ТСО України, Білоцерківська філія Одеської державної академії технічного регулювання та якості та Білоцерківський коледж ЗВО «Відкритий міжнародний університет розвитку людини „Україна“».
7 закладів вищої освіти, філій, навчальних центрів дистанційно-заочного навчання ЗВО мають ІІІ та IV рівень акредитації та здійснюють підготовку за освітньо-кваліфікаційними рівнями бакалавр, магістр.
Найдавніший та найпотужній серед ЗВО міста по підготовці висококфаліфікованих кадрів — це Білоцерківський національний аграрний університет, також Білоцерківський інститут економіки та управління ЗВО «Відкритий міжнародний університет розвитку людини «Україна», Білоцерківська філія Міжрегіональної академії управління персоналом, Білоцерківська філія Київського інституту бізнесу і технологій, Білоцерківська філія Університету сучасних знань, Навчальний центр дистанційно-заочного навчання Східноєвропейського університету економіки та менеджменту та навчальний центр дистанційно-заочного навчання Київської гуманітарної академії.

## Охорона здоров'я

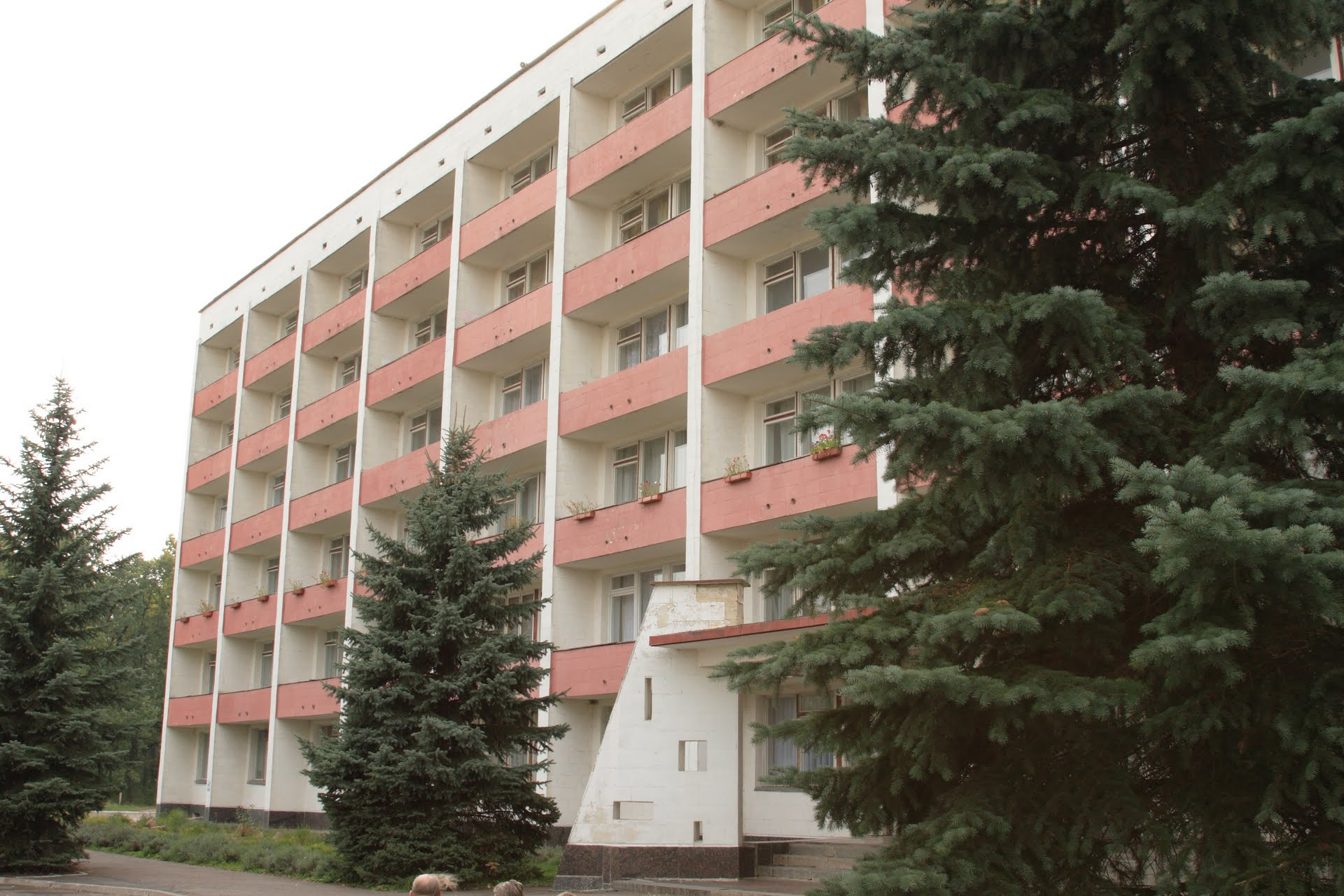
Санаторій-профілакторій «Діброва».
Біла Церква відома не лише як туристичний центр, а й як кліматичний та бальнеологічний курорт

Охорона здоров'я міста — розгалужена структура медичних закладів різною за формою власності, сферою діяльності, метою якої є організація та забезпечення доступного медичного обслуговування населення міста та Київської області.
Медична інфраструктура міста представлена 11 лікарнями багатопрофільного та спеціалізованого напрямку, 2 поліклініками, зокрема 3 стоматологічними, центром здоров'я, переливання крові, станцією екстреної медичної допомоги, 4 санітарно-профілактичними закладами. Також, міську мережу закладів охорони здоров'я складають аптеки, аптечні бази (склади), магазини медичної техніки, медичної оптики тощо.
Курорт міста — кліматичний та бальнеологічний курорт на базі радонових гідрокарбонатно-кальцієво-натрієвих та гідрокарбонатно-кальцієво-магнієвих мінеральних лікувальних вод. Водолікарні обслуговують як місцеве населення, так і амбулаторних хворих з інших областей України. З 1984 року функціонує санаторій-профілакторій «Діброва», який розташований навпроти дендропарку «Олександрія», поряд із дубовим лісом в урочищі «Голендерня», який за роки свого існування став відомий не тільки в Україні, а й за її межами.
Білоцерківський військовий шпиталь є вагомим структурним підрозділом військової медицини, одним із найважливіших військово-медичних закладів України в загальнодержавній системі військових госпіталів. Є багатопрофільним клінічним, лікувально-діагностичним та науковим центром у якому лікуються військовослужбовці, ветерани Збройних Сил України та всі охочі цивільні пацієнти.

## Персоналії

### У місті народилися
- Андрєєв Аркадій Сергійович (1992—2022) — старший лейтенант Збройних сил України, учасник російсько-української війни.
- Войта Максим Сергійович (2000—2023) — солдат збройних сил України, учасник російсько-української війни.
- Гулько Ярослав В'ячеславович (1997—2024) — український військовослужбовець, солдат 80 ОДШБр Збройних сил України, учасник російсько-української війни.
- Гусарчук Тетяна Володимирівна (нар. 1957) — український музикознавець.
- Коломієць Дмитро Валерійович — Герой України, учасник Російсько-української війни, майор, загинув 24 лютого 2022 року.
- Лука Долинський — художник-портретист[142];
- Єгоров Олександр Ігорович (1984—2023) — старший сержант Збройних сил України, учасник російсько-української війни.
- Яків Яциневич — композитор і хоровий диригент;
- Бенціон Вул — фізик, академік АН СРСР;
- Котинін Олександр Володимирович (1997—2023) — солдат Збройних сил України, учасник російсько-української війни.
- Юрій Линник — математик, академік АН СРСР;
- Майборода Ярослав Сергійович (2000—2022) — солдат Збройних сил України, учасник російсько-української війни.
- Вадим Тітушко — український спортсмен, від прізвища якого походить термін тітушки;
- Уродженцями Білої Церкви були дід та бабуся відомого американського актора Дастіна Гофмана[143].

Детальніше в категорії Уродженці Білої Церкви

### У місті жили і працювали
- Кирило Стеценко, композитор;
- Степан Дроздов, археолог і музеєзнавець;
- Євген Вотчал, академік;
- Микола Вавілов, мандрівник;
- Павло Попович, льотчик-космонавт.

## Міжнародна співпраця
Біла Церква є членом міжнародної асоціації «Всесвітня федерація поріднених міст». Міжнародна співпраця встановлена між містами, переважно із різних країн, досягнуто постійні дружні зв'язки для взаємного ознайомлення з життям, історією та культурою, для досягнення кращого взаєморозуміння, зміцнення співпраці та дружби між їхнім населенням, а також для обміну досвідом у розв'язанні аналогічних проблем, що постають перед міськими органами управління та організаціями.
Співпраця міста реалізується через обмін делегаціями, художніми колективами і спортивними командами, виставками, а також літературою, кінофільмами, фотоматеріалами про життя міст. Не менш важливим є і обмін досвідом ведення міського господарства.
Біла Церква має 16 міст-побратимів:
| - Сіньчжоу, Китай (1997) - Сенакі, Грузія (1997) - Островець-Свентокшиський, Польща (2001) - Кременчук, Україна (2001) - Пухов, Словаччина (2004) - Тарнів, Польща (2007) - Солом'янський район, Україна (2009) | - Бієло-Полє, Чорногорія (2011) - Вільнюс, Литва (2011) - Ітеа, Греція (2013) - Стара-Загора, Болгарія (2016) - Маніса, Туреччина (2016) - Сюаньчен, Китай (2017) - Брауншвейг, Німеччина (2022) - Бурос, Швеція (2023) - Павлоград, Україна (2024) |

З 2015 року у місті працює Почесний консул Литовської Республіки.